# Johan Zoffany
Johan / Johann Joseph Zoffany (sz. Johannes Josephus Zaufallij ; Frankfurt am Main, 1733. március 13. – London, 1810. november 11.) német neoklasszikus festő, aki főként Angliában, Itáliában és Indiában tevékenykedett. Művei számos kiemelkedő brit gyűjteményben megtalálhatók, többek között a Nemzeti Galériában, a Tate Galériában és a Királyi Gyűjteményben, valamint a kontinentális Európa, India, az Egyesült Államok és Ausztrália intézményeiben. Nevét néha Zoffani vagy Zauffelij formában írják (a sírján Zoffanijként szerepel).

## Élete és pályafutása
A nemesi magyar és cseh származású Johan Zoffany 1733. március 13-án született Frankfurt közelében, apja Alexander Ferdinand, Thurn és Taxis III. hercegének udvarában asztalosként és építészként dolgozott. Az 1740-es években kezdetben egy ellwangeni szobrászműhelyben, valószínűleg Melchior Paulus műhelyében tanult, később pedig Regensburgban Martin Elder festőművésznél.
1750-ben Rómába utazott, és Agostino Masucci műtermébe került. 1760 őszén megérkezett Angliába, és kezdetben Stephen Rimbault órásmester óráihoz díszítő mintákat festett.
1764-re Zoffany III. György király és Sarolta királyné pártfogását élvezte bájosan informális jeleneteiért, mint például a Sarolta királynő és két legidősebb gyermeke (1765), amelyen a királynő a Buckingham-palotában lévő toalettje alatt látható. Népszerű volt az osztrák császári család körében is, ennélfogva Mária Terézia 1776-ban a Szent Római Birodalom bárójává nevezte ki.
Zoffany, aki 1768-ban alapító tagja volt az új Királyi Művészeti Akadémiának, nagy népszerűségnek örvendett társasági és színházi portréi révén. Számos neves színészt és színésznőt festett meg, különösen David Garricket, kora leghíresebb színészét, gyakran kosztümben. – Garrick Hamletként és Garrick Lear királyként.
Zoffany mestere volt az úgynevezett „színházi társalgási darabnak”, amely a 18. században a középosztály körében kialakult „társalgó darab” műfajának egy alcsoportja. (A társalgási darab – vagy beszélgetés – egy viszonylag kisméretű, bár nem feltétlenül olcsó, informális csoportkép volt, gyakran egy családról vagy baráti körről. Ez a műfaj Hollandiában és Franciaországban fejlődött ki, és Nagy-Britanniában körülbelül 1720-tól vált népszerűvé.) Zoffanyt egy kritikus „a műfaj igazi megalkotójaként és mestereként” jellemezte. 
Számos „beszélgetős darabot” festett, amelyeken egy cselló szerepelt – a Cowper-Gore család, a Sharp család, a Morse és Cator családok, valamint Sir William Young családja. 1780 körül megfestette a nyolcvanéves hivatásos csellista és zeneszerző, Giacomo Cervetto portréját.

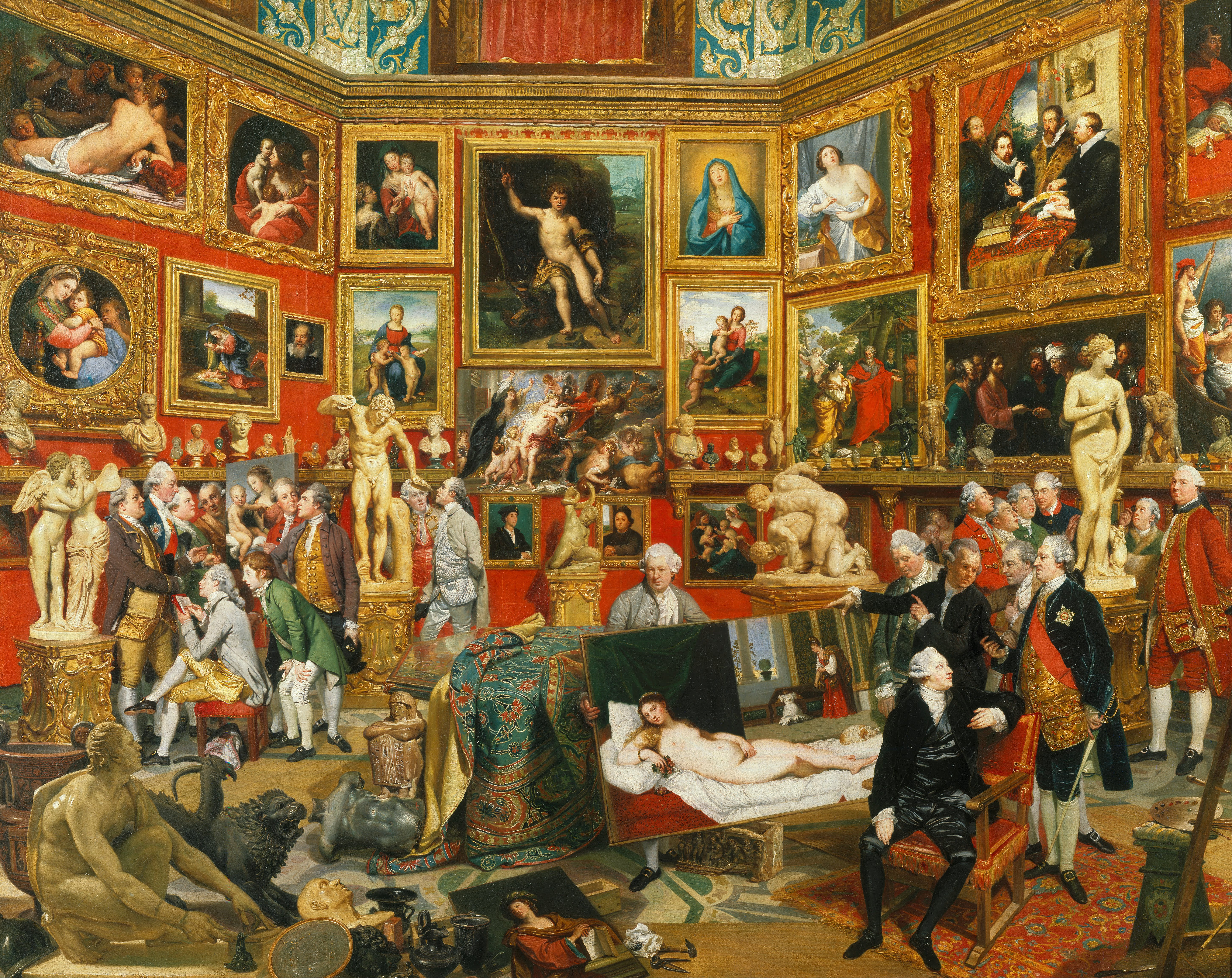
Az Uffizi Tribuna bemutatóterme (1772–1778), Királyi Gyűjtemény

Élete későbbi szakaszában Zoffany különösen arról volt ismert, hogy hatalmas festményeket készített, nagyméretű ember- és műalkotás-alakzatokkal, amelyeket kortársaik könnyen felismertek. Olyan festményeken, mint az Uffizi Tribuna, ezt a hűséget szélsőséges mértékben vitte tovább – a Tribuna már a tipikusan zsúfolt 18. századi stílusban volt berendezve (azaz sok tárggyal viszonylag kis területen, több sorban a falra halmozva), de Zoffany fokozta a zsúfoltság érzetét azzal, hogy más műveket is hozott a kis nyolcszögletű galériatérbe az Uffizi más részeiből.
Zoffany 1783-tól 1789 elejéig Indiában működött, ahol portrékat festett többek között Warren Hastings bengáli főkormányzóról és Asaf-ud-Daula awadhi navábról; egy Utolsó vacsora oltárképet (1787) a kalkuttai Szent János-templom számára; és egy élénk történelmi festményt, Mordaunt ezredes kakasviadalát (1784–86) (Tate), amelyet Maya Jasanoff történész „könnyedén a korai gyarmati India legélénkebb illusztrációjaként” jellemzett. A szokáshoz híven több gyermeket nemzett indiai szeretőjének vagyis „uppa-patni”-jának. Angliába visszatérve hajótörést szenvedett az Andamán-szigetek közelében. A túlélők sorshúzást tartottak, amelyen a vesztest (egy tengerészt) megették. William Dalrymple Zoffanyt úgy jellemzi mint „az első és utolsó királyi akadémikust, aki kannibál lett”.

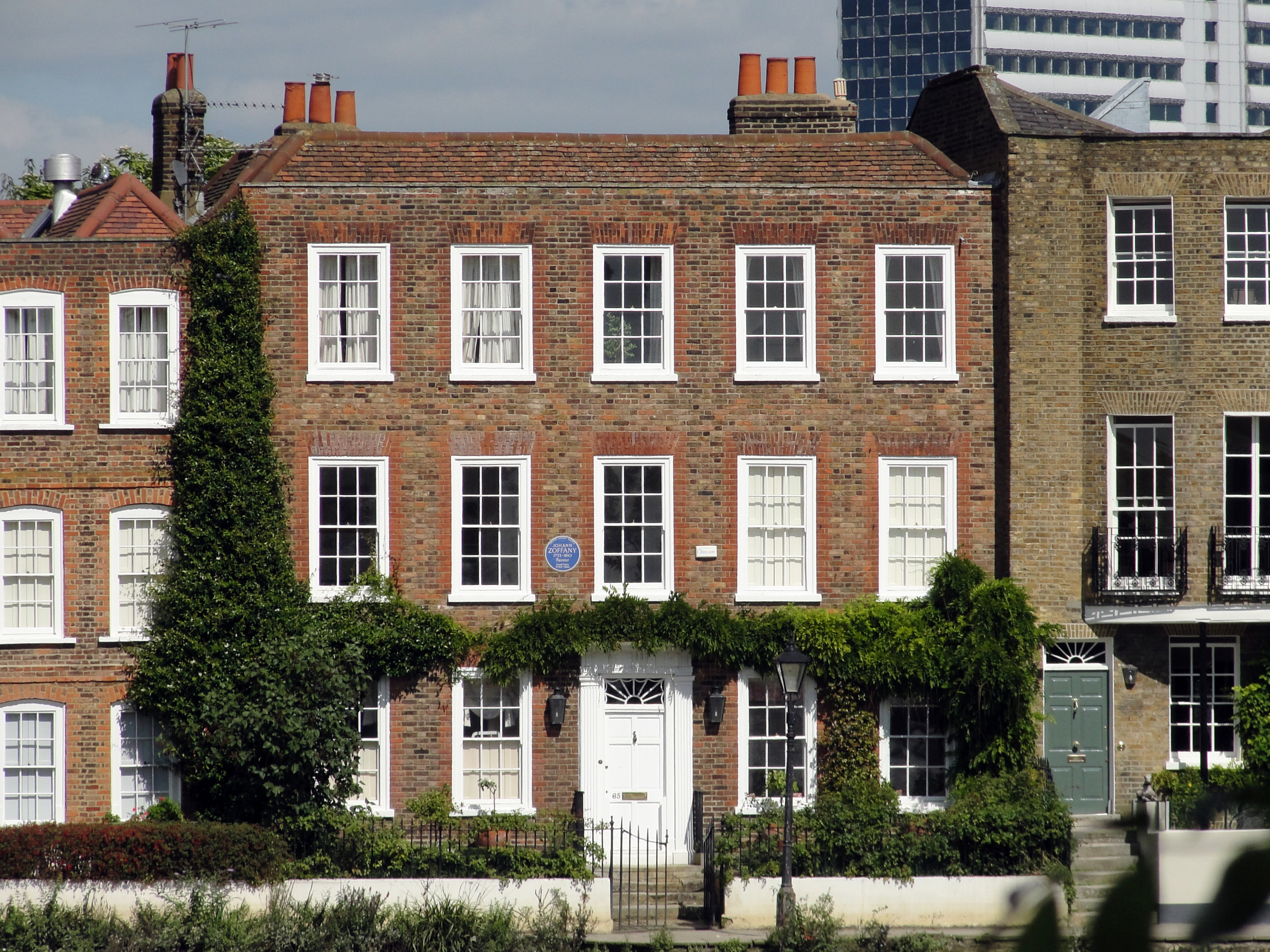
Zoffany egykori háza a Strand-on-the-Green 65. szám alatt, Chiswickben, Londonban

Zoffany 1810. november 11-én halt meg Strand-on-the-Green-i otthonában. A kew-i Szent Anna-templom temetőjében nyugszik.

## Házasságai és gyermekei
Zoffany 27 éves kora körül feleségül vette egy würzburgi udvari tisztviselő lányát, aki elkísérte őt Londonba, de nagyjából egy évtizeden belül visszatért Németországba.
Zoffany 1772-ben Firenzébe távozott, ahová a fiatal Mary Thomas, egy londoni kesztyűkészítő lánya követte, aki első gyermekét várta tőle. Hogy Európában házasodtak-e, nem biztos, de Zoffany portréján, a Mary Thomas, a művész második feleségén (1781 k.), jegygyűrűt visel.
Első felesége 1805-ben bekövetkezett halálát követően Zoffany az anglikán egyház szertartása szerint feleségül vette „Mary Thomas … Spinster” nevű lányt. Öt gyermekük született, köztük egy fiú (aki csecsemőkorában meghalt) és négy leány. Második lányuk, Cecilia (1779–1830) egy 1825-ben Guernsey-ben zajló, nagy nyilvánosságot kapott gyermekelhelyezési perben volt érintett.

## Kritikus örökség

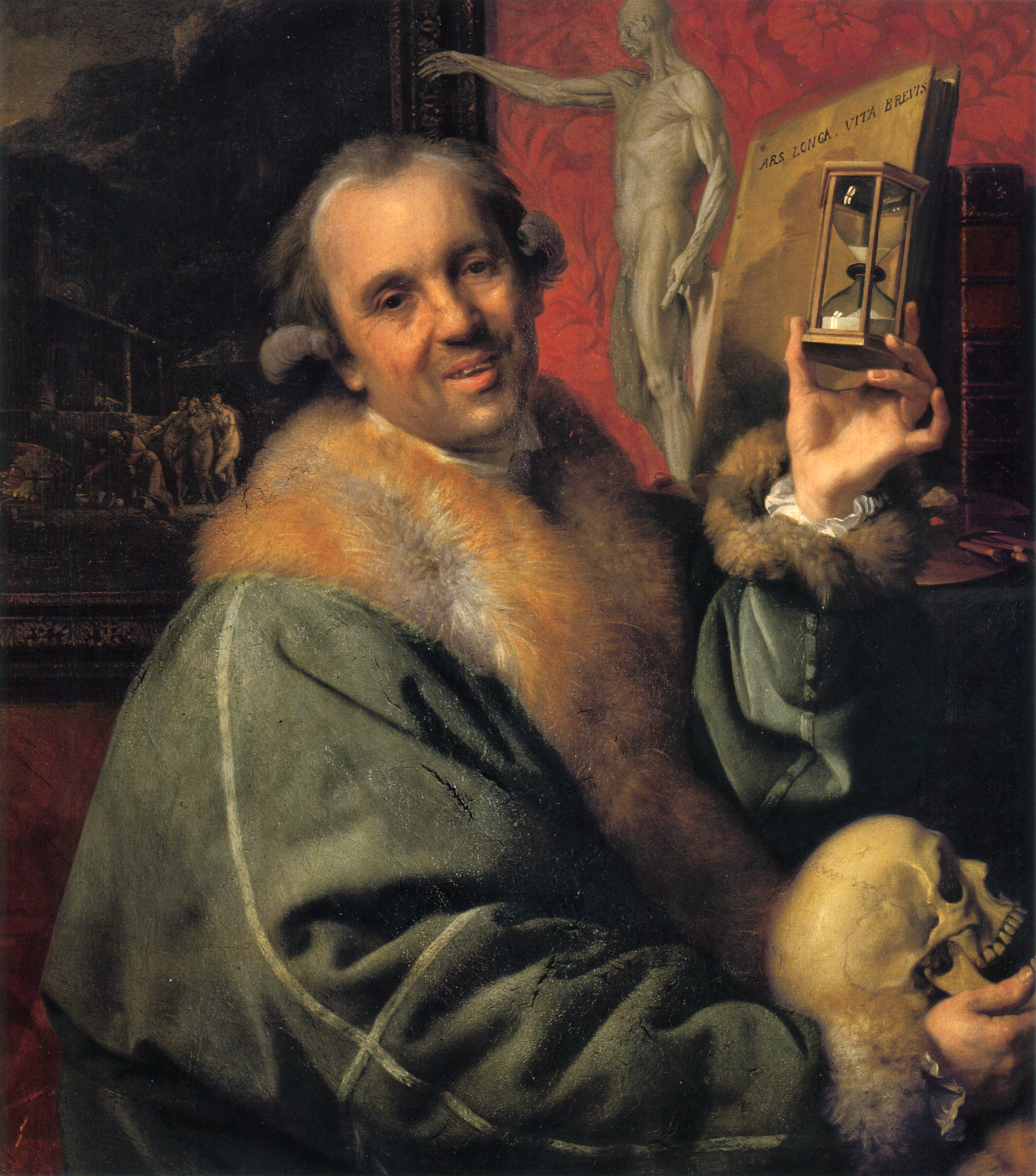
Önarckép {1776 k.)

Annak ellenére, hogy Zoffany korában nagy ismertségnek örvendett udvari festőként Londonban és Bécsben, a művészettörténeti szakirodalom egészen a közelmúltig figyelmen kívül hagyta őt. 1920-ban Lady Victoria Manners és dr. G. C. Williamson kiadták John Zoffany életrajzát és munkásságát. 1735–1810 – a művészről és munkásságáról szóló első mélyreható tanulmány, magánnyomtatásban, meglehetős költséggel (330 oldallal, számos fekete-fehér és néhány színes tányérral), 500 példányban.
1966-ban Oliver Millar kiadta Zoffany and his Tribuna című művét a festő Uffizi -csoportportréjáról, amely ma a Királyi Gyűjteményben található. Ezt követte a Johan Zoffany, 1733–1810 című illusztrált kalauz a londoni National Portrait Gallery 1977-es kiállításához. 2009 decemberében Penelope Treadwell adta ki az első teljes életrajzot, a Johan Zoffany: Művész és kalandor címűt, a Paul Holberton Publishing gondozásában.
Ez az életrajz Zoffany pályafutását követi nyomon németországi fiatalkorától kezdve első londoni évein át – amikor Stephen Rimbault órásmesternél dolgozott –, társasági és színházi portréfestőként, a Királyi Akadémia alapító tagjává válásáig, majd indiai körútjáig. Treadwell életrajza, amely több mint 250, Zoffanytól és kortársaitól származó alkotással – amelyek közül sok magángyűjteményekben található meg – időszerű újraértékelést nyújt a művész életéről és munkásságáról.
2011-ben Mary Webster kiadta régóta várt és nagyszerűen elkészített monográfiáját a művészről: Johan Zoffany 1733–1810 (Yale University Press). 2011–12-ben a Yale Center for British Art és a londoni Royal Academy kiállítást rendezett Johan Zoffany, RA: Society Observed címmel, Martin Postle gondozásában Gillian Forresterrel és MaryAnne Stevensszel közösen. A kiállításhoz Postle által szerkesztett, azonos című katalógus is készült, amely számos eredeti kutatási anyagot tartalmazott. Ennek és Mary Webster életrajzának áttekintéséhez lásd Edward Chaney, „Intentional Phallacies”, The Art Newspaper, 234. szám, 2012. április, 71. o.

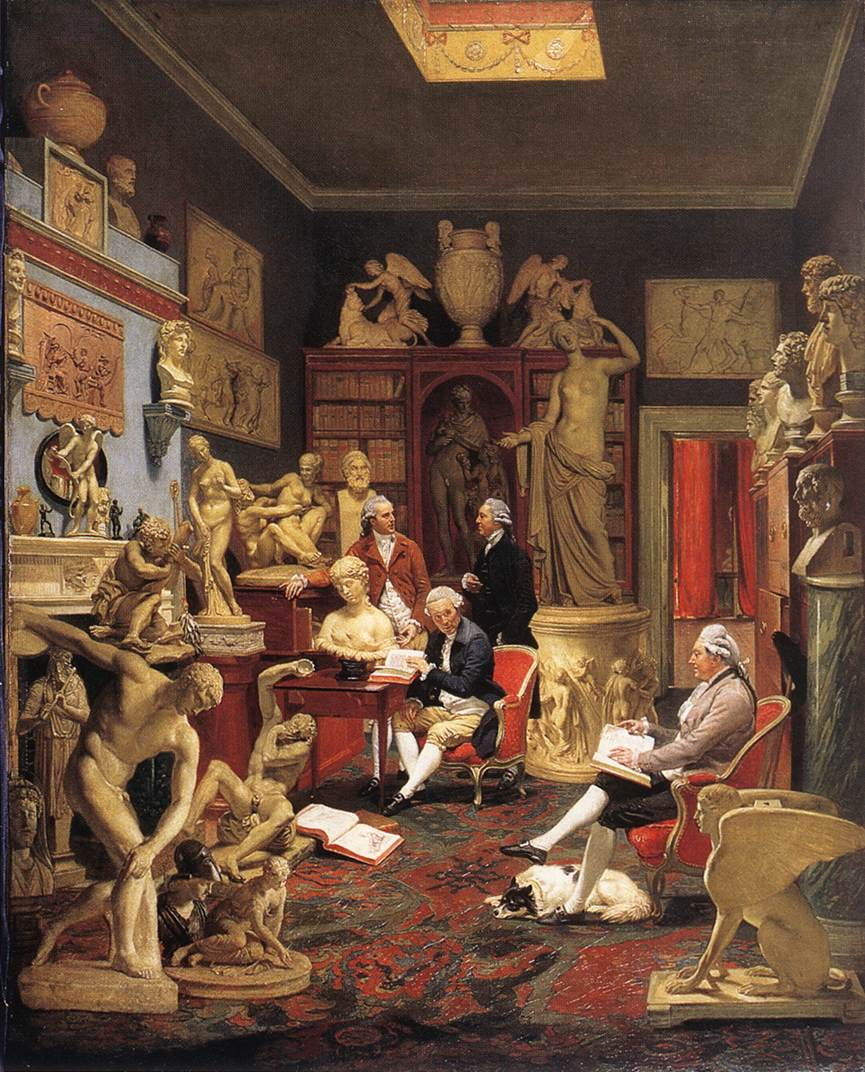
Charles Townley Szoborgalériájában (1782), a Towneley Park gyűjteményében

David Wilson 2014-es könyve Zoffany és Robert Sayer (1725–94) kapcsolatát írja le. A londoni Fleet Streeten székelő, nyomatok, térképek és tengerészeti térképek vezető kiadója és forgalmazója volt a III. György-kori Nagy-Britanniában. Sayer megszervezte a kor néhány vezető művésze, mindenekelőtt Zoffany festményeinek metszeteit, és a metszetekből származó nyomatokat árusította. Így segített biztosítani Zoffany nemzetközi hírnevét. Sayer és a művész régóta barátokká és üzleti partnerekké váltak. 1781-ben Zoffany egy fontos „beszélgetési jelenetben” festette meg Robert Sayert. A richmondi Sayer család Robert Sayert, első házasságából származó fiát, Jamest és második feleségét, Alice Longfieldet (született Tilson) ábrázolja.
A család mögött áll a Temzére néző, tekintélyes méretű villa a Richmond Hillen, amelyet Sayer számára építettek 1777 és 1780 között William Eves, egy kevéssé ismert építész és ingatlanfejlesztő tervei alapján. Sayer 1794-ben bekövetkezett halála után a ház Nagy-Britannia egyik leendő királyának rezidenciájává vált.
Az elmúlt évtizedekben Zoffany festményei jelentős vitákat váltottak ki. Mary Webster 2011-es monumentális tanulmányát, bár kiterjedt kutatáson alapult, néha szigorúnak tartották. Más tudósok felhívták a figyelmet a művész hajlamára a fanyar megfigyelésekre, a pikáns utalásokra és a kettős jelentésekre, így számos festménye legalább annyit elrejt, amennyit felfed.

## Az irodalomban és a médiában
Gilbert és Sullivan A penzance-i kalózok című vígoperájában a vezérőrnagy azzal dicsekszik, hogy képes megkülönböztetni Raffaello műveit Gérard Dou és Zoffany műveitől.
Állítólag Stanley Kubrick Barry Lyndon (1975) című filmjének egy jelenetét Zoffany Uffizi-tribünája ihlette.
A londoni Archway-en Zoffany Street róla kapta a nevét. Ez az utcanév figyelemre méltó, mivel ez az utolsó, amely szerepel London híres utcaatlaszának, az A–Z-nek a névjegyzékében.

## Művei

Portrék
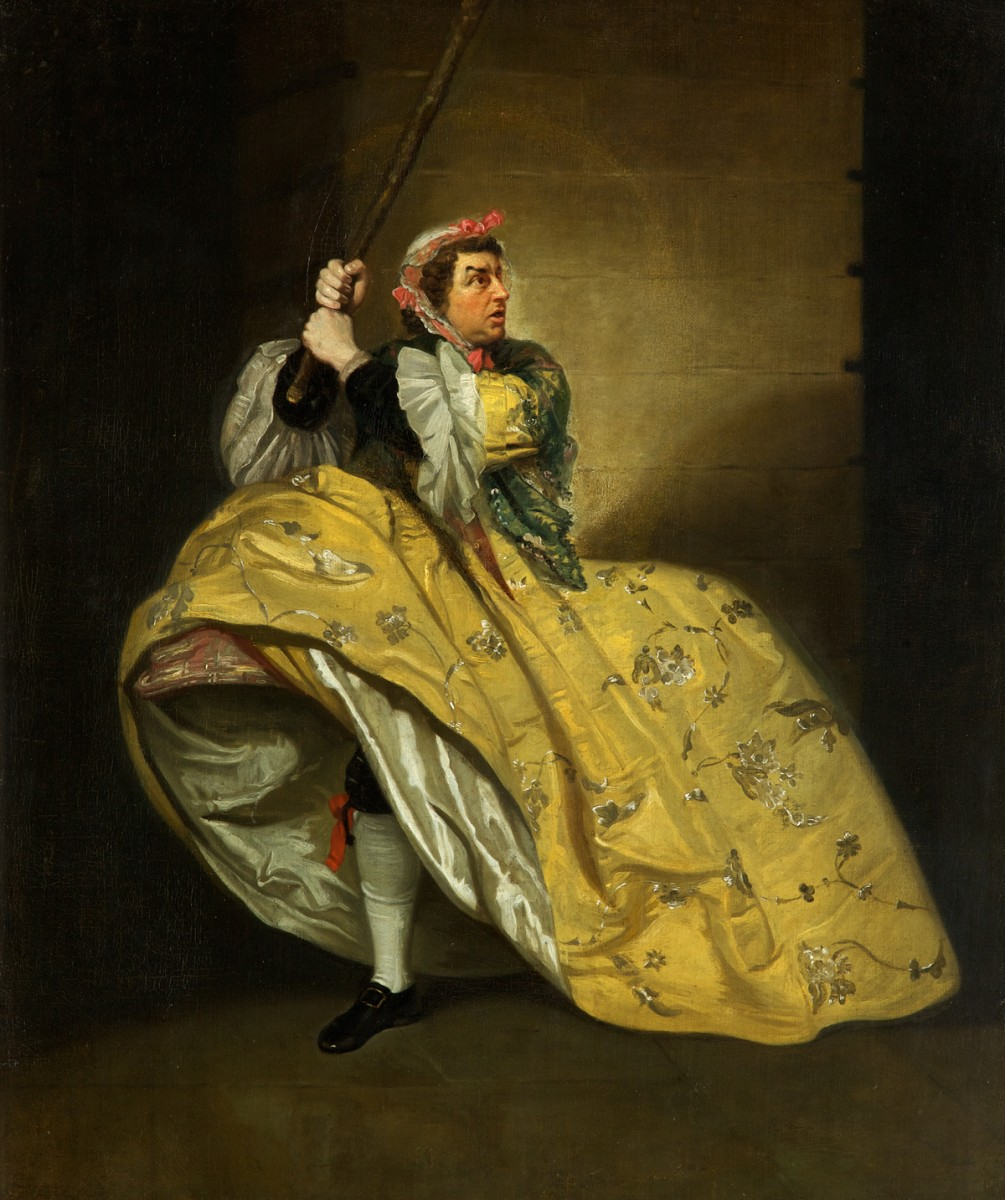
David Garrick a Vanbrugh provokált feleségében, Theatre Royal, Drury Lane (1763)
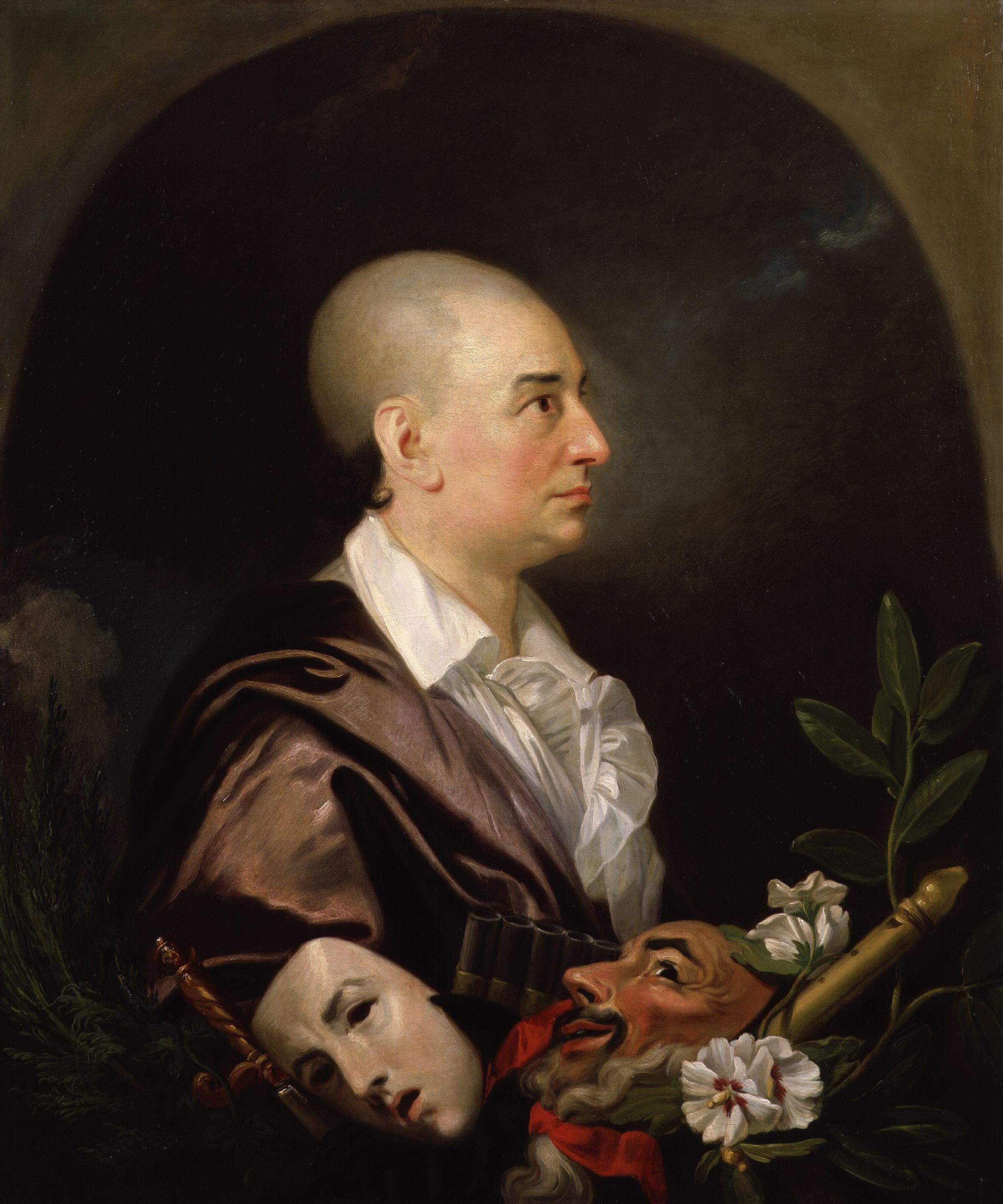
David Garrick (1763)
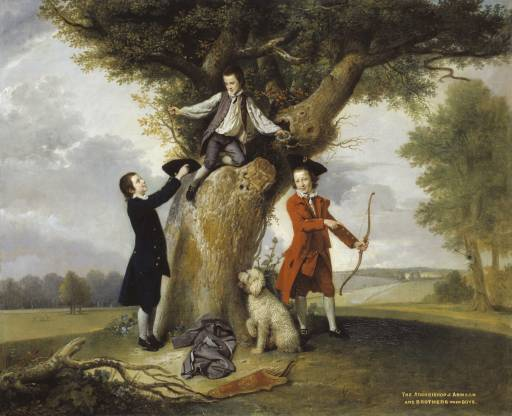
Bute grófjának három fia, 1764
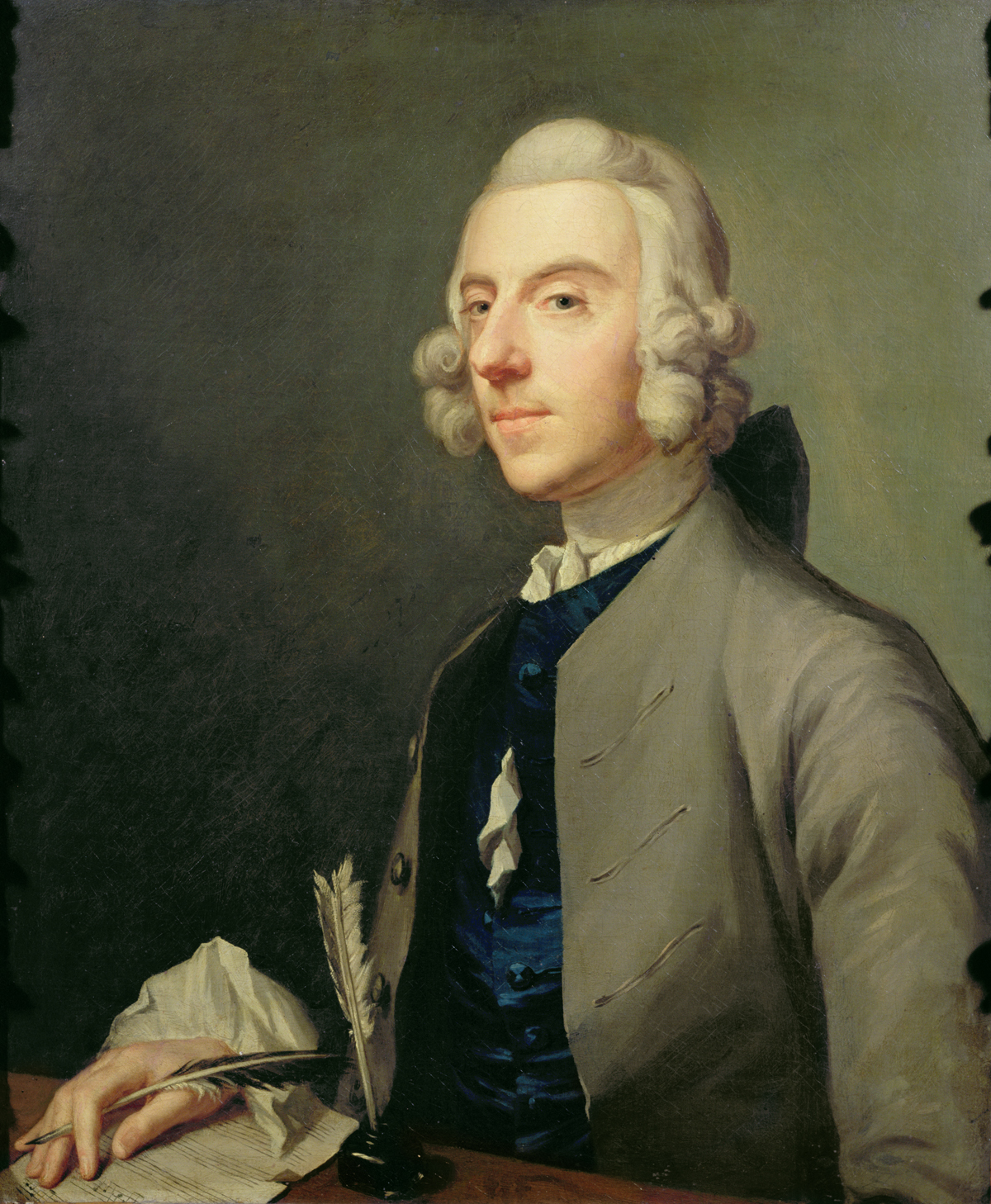
Michael Arne (1765)
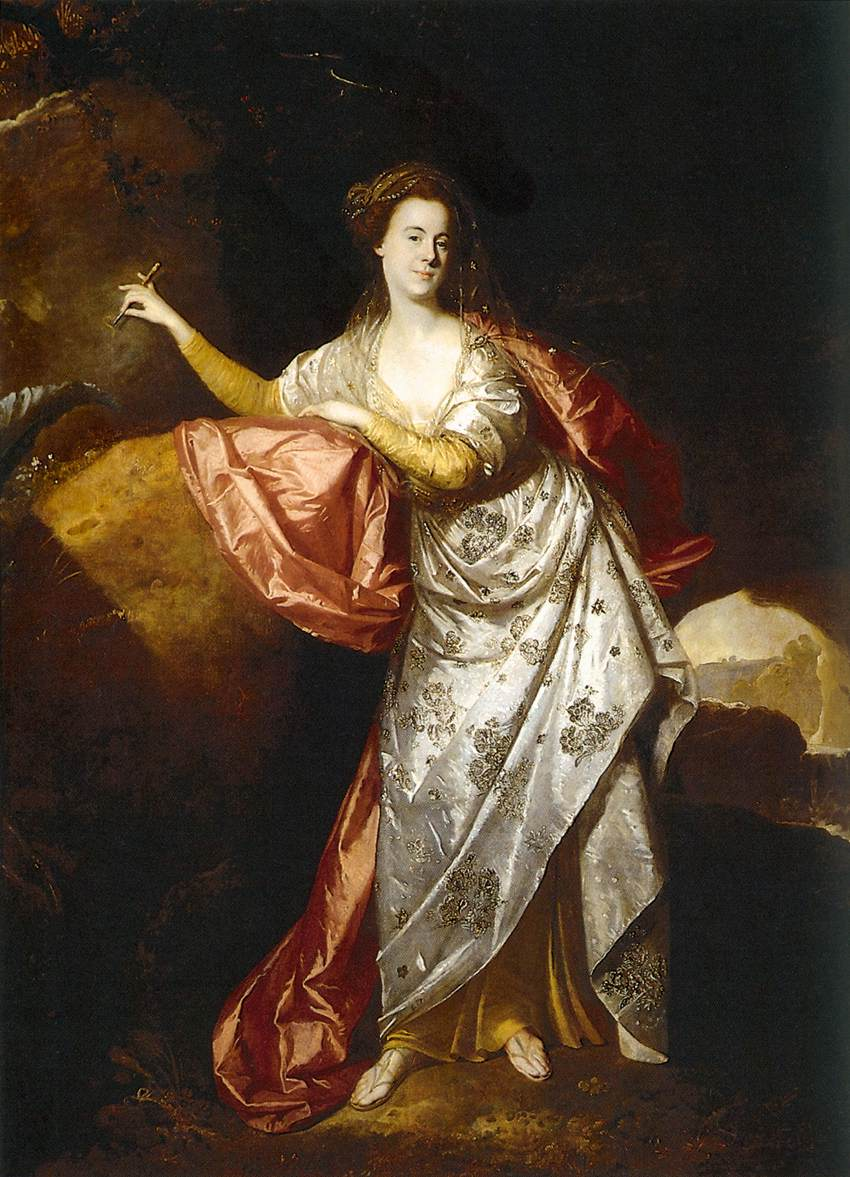
Ann Brown portréja Miranda szerepében (1770 k.)
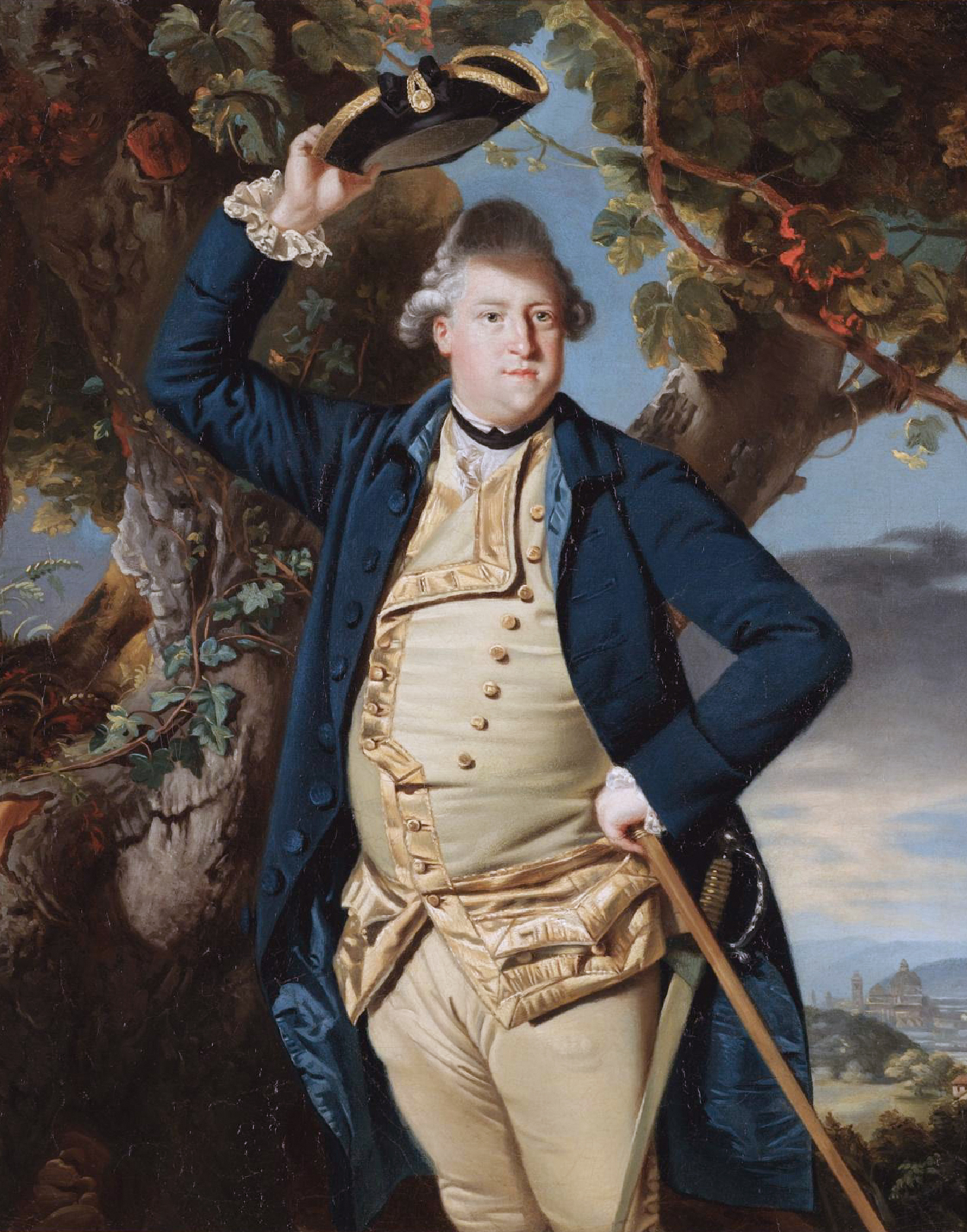
George Nassau Clavering, Cowper 3. grófja (1738–1789)
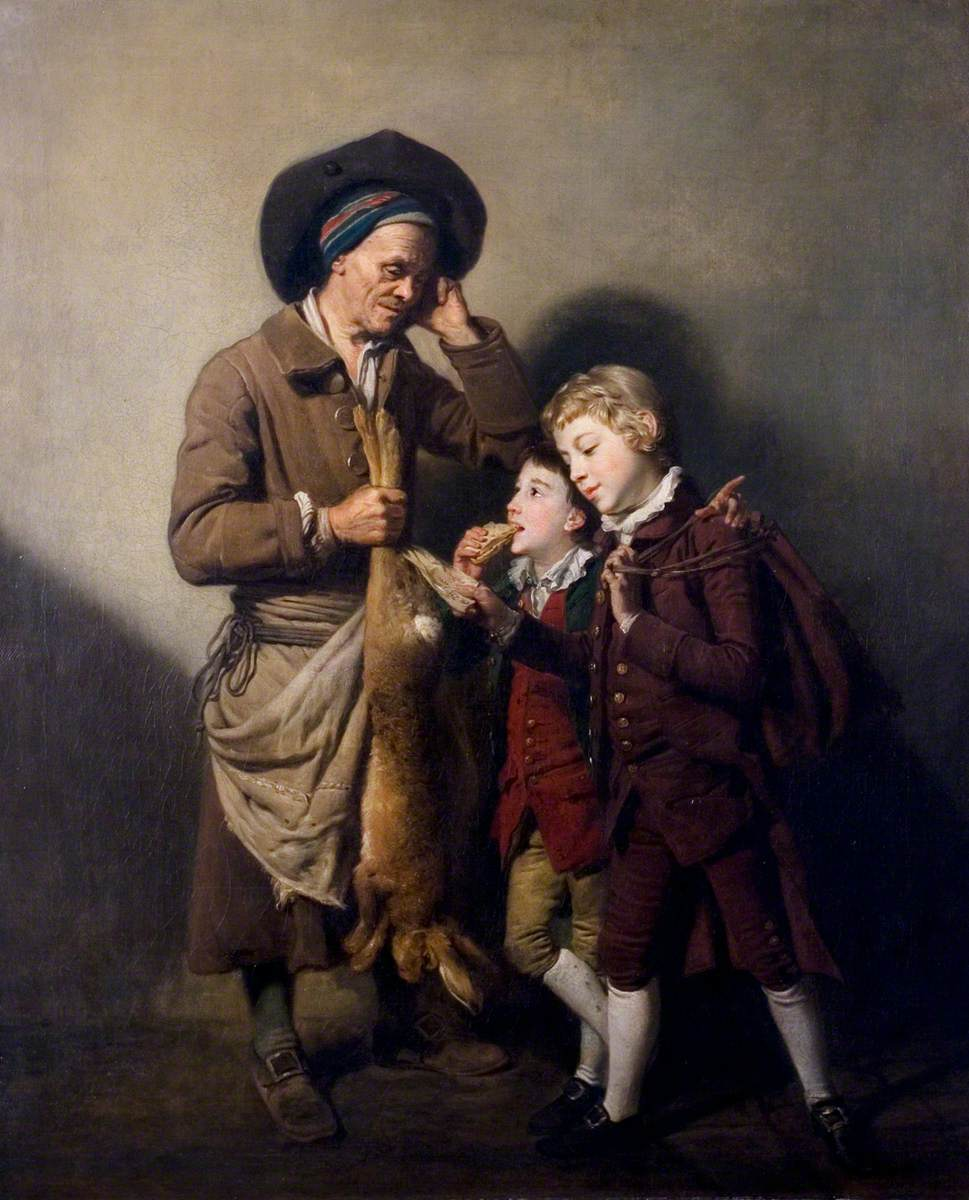
A hordár és a nyúl (1768)
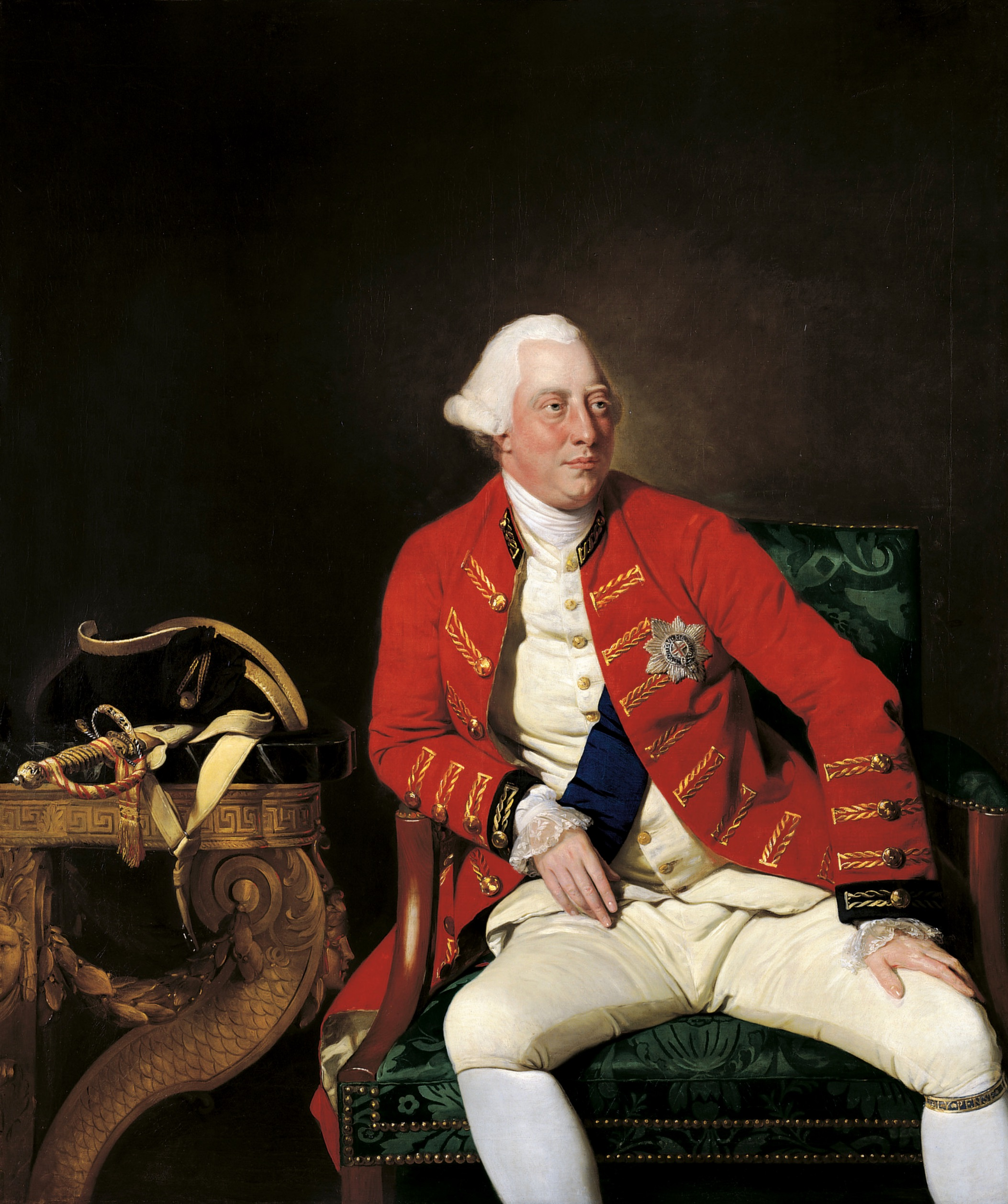
III. György (1771)
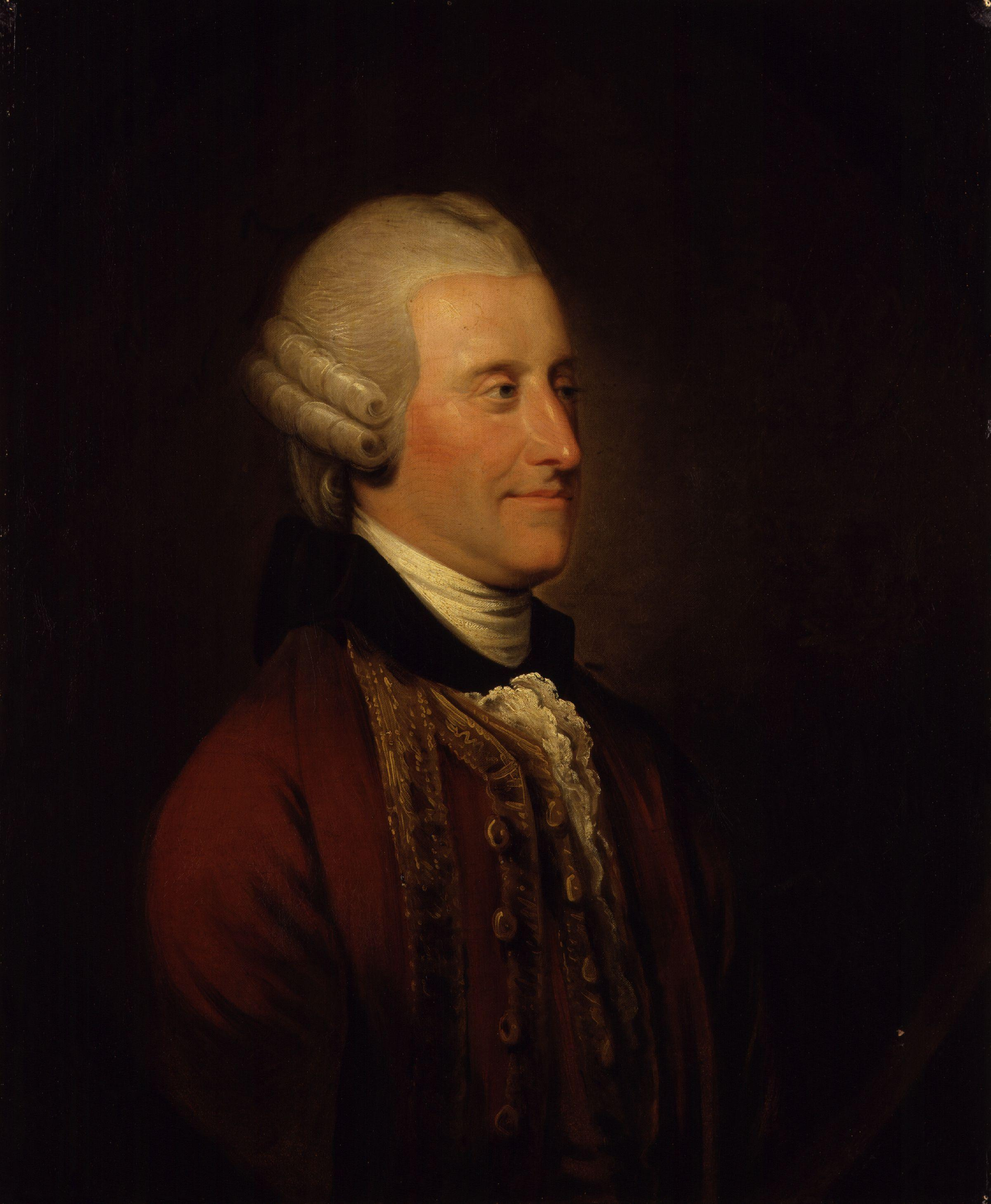
John Montagu, Sandwich 4. grófja, akit leginkább a szendvics feltalálójaként ismerünk.
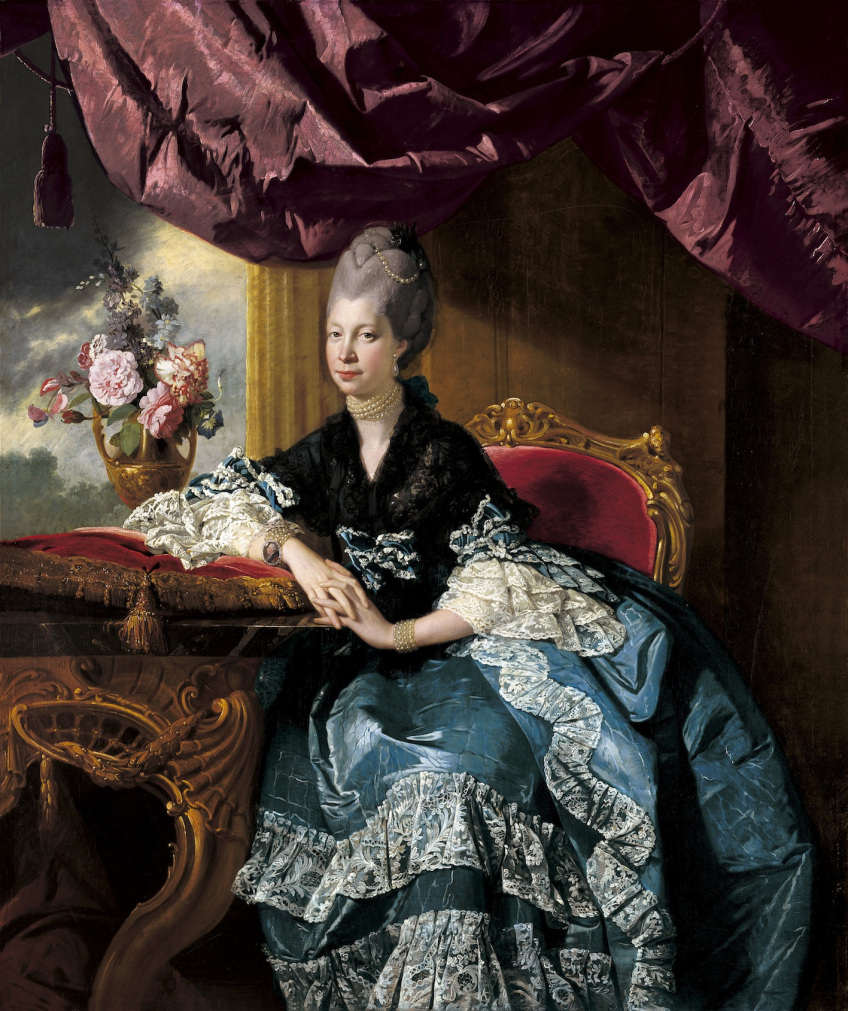
Sarolta királynő, 1780 k.
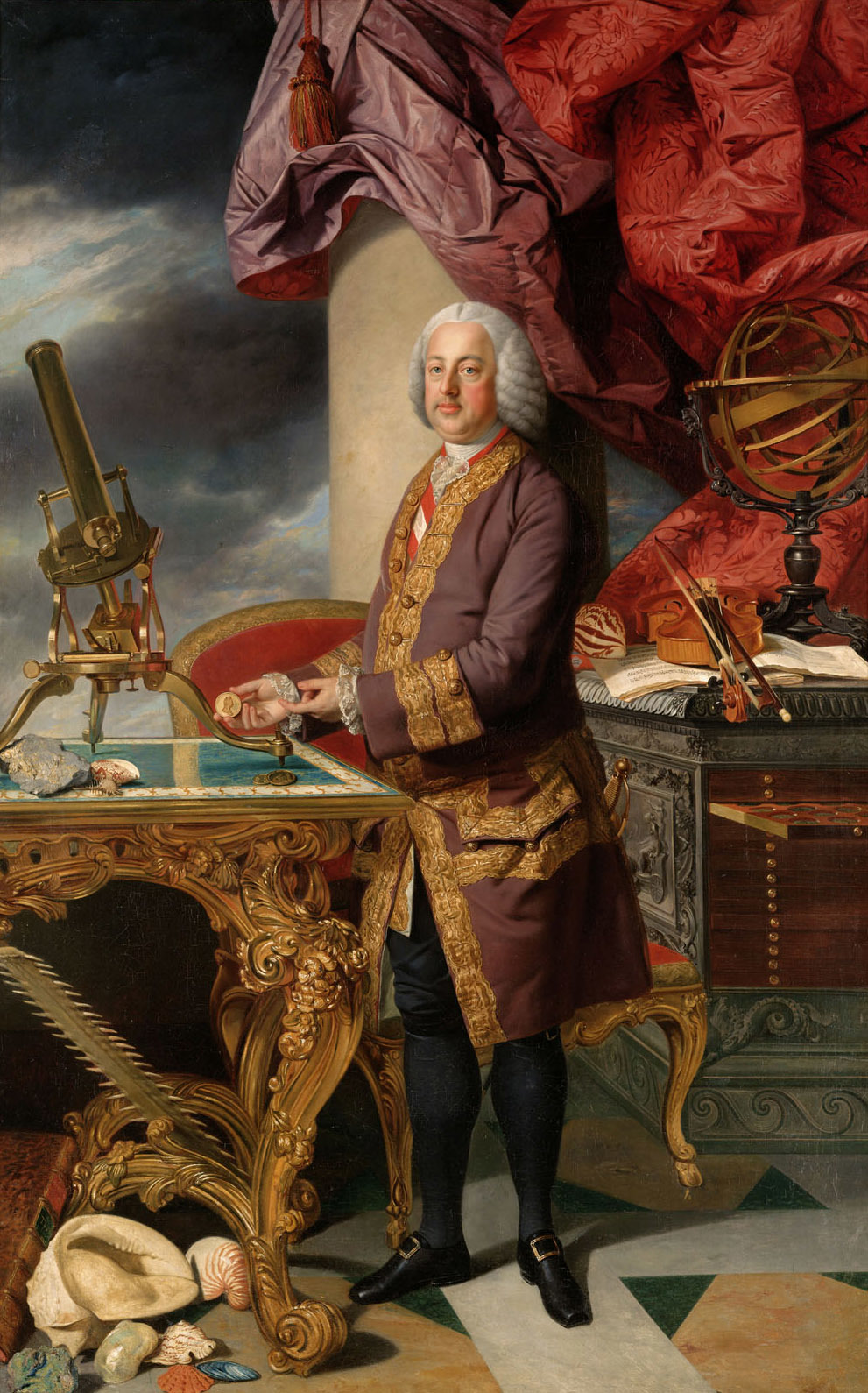
I. Ferenc német-római császár
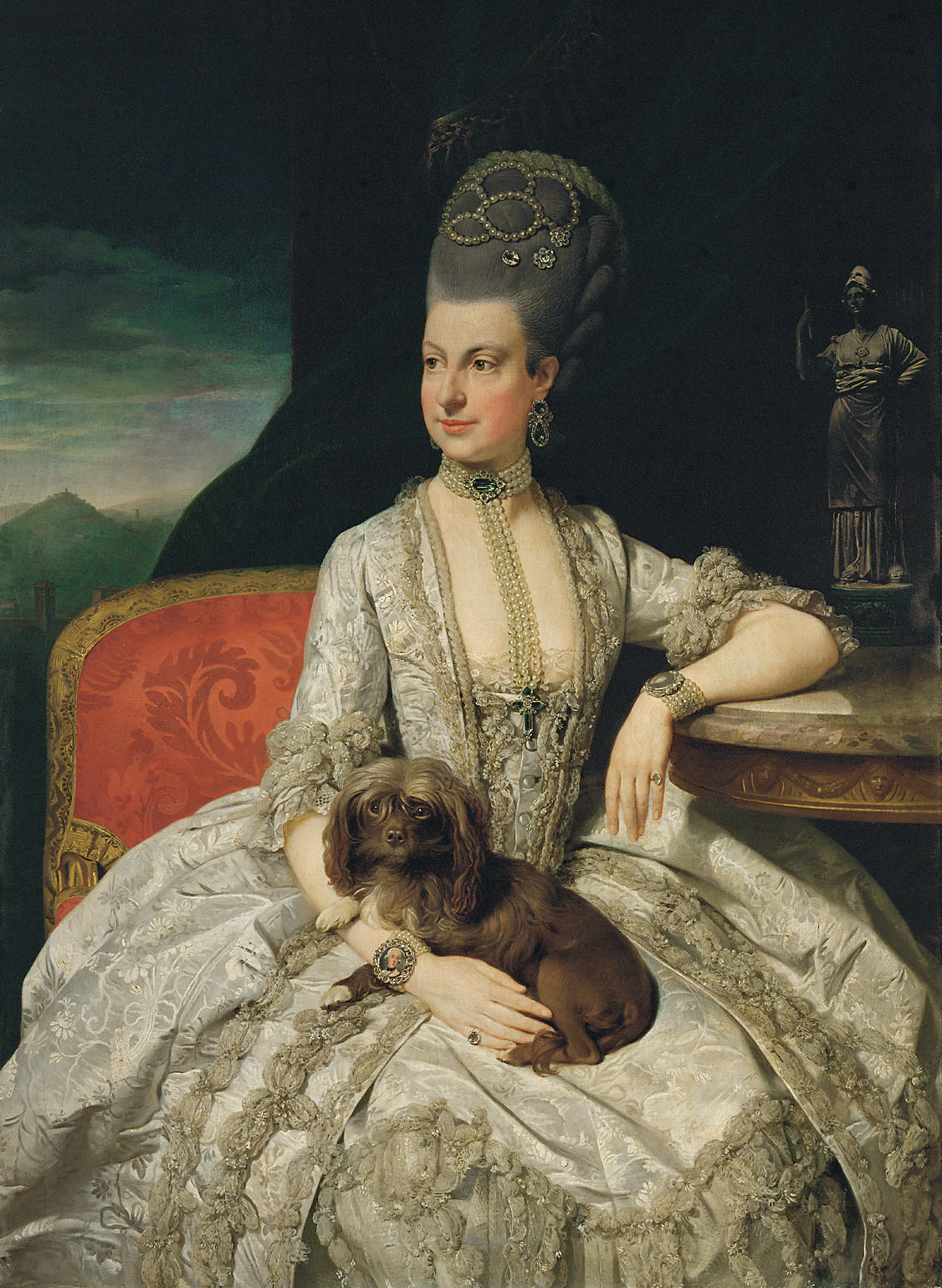
Maria Christina főhercegnő, Teschen hercegnője (1742–1798), akit Miminek hívtak (1776)
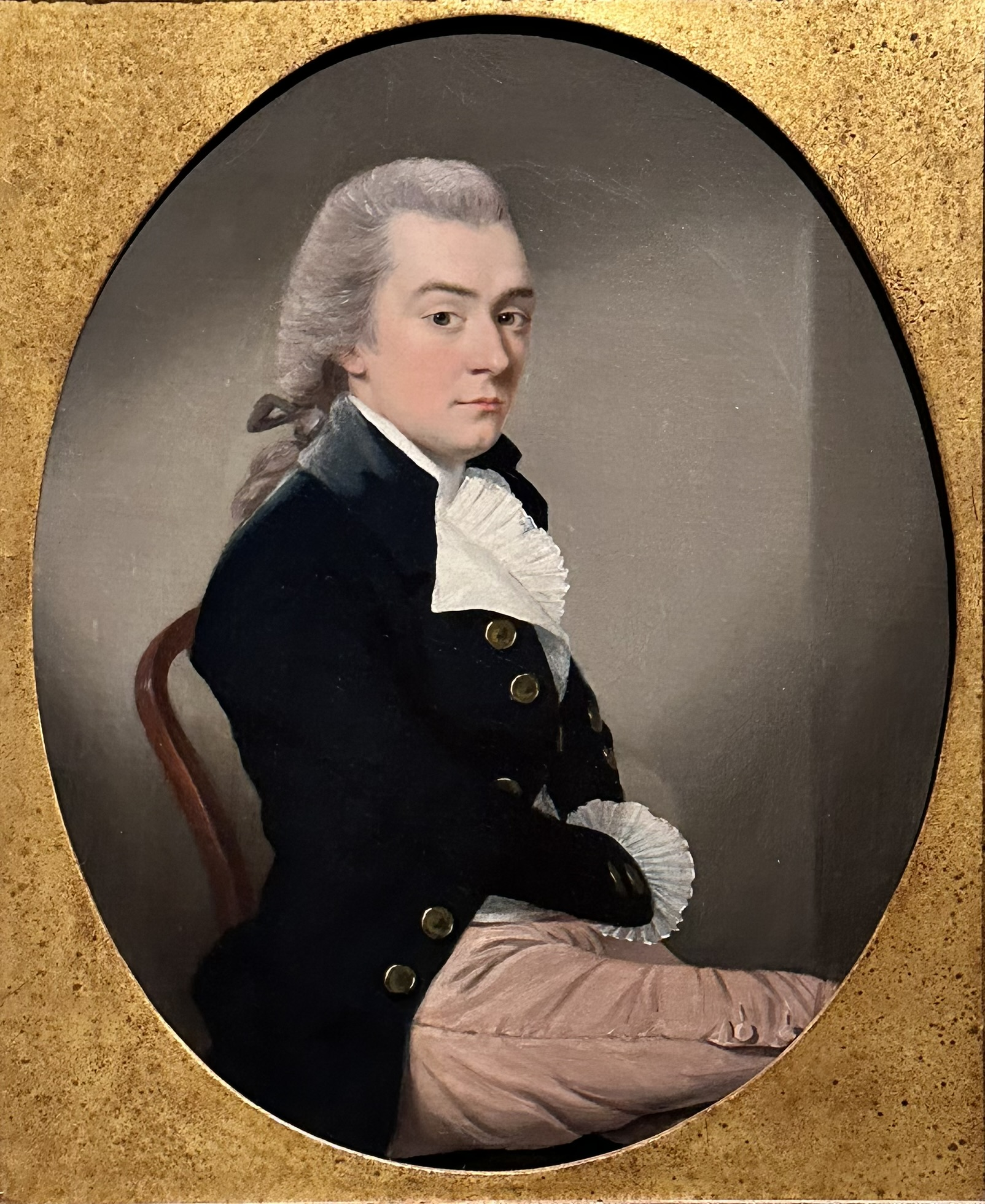
Hugh Chamberlain (1780-as évek)
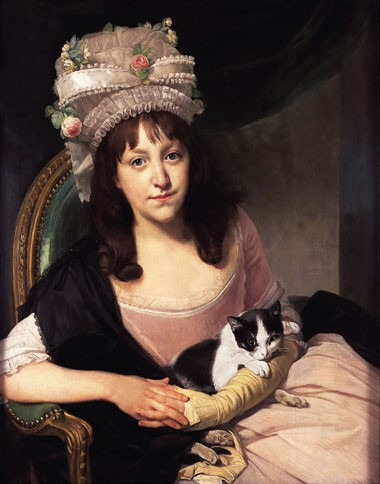
Sophia Dumergue portréja macskával (1780)

Mások
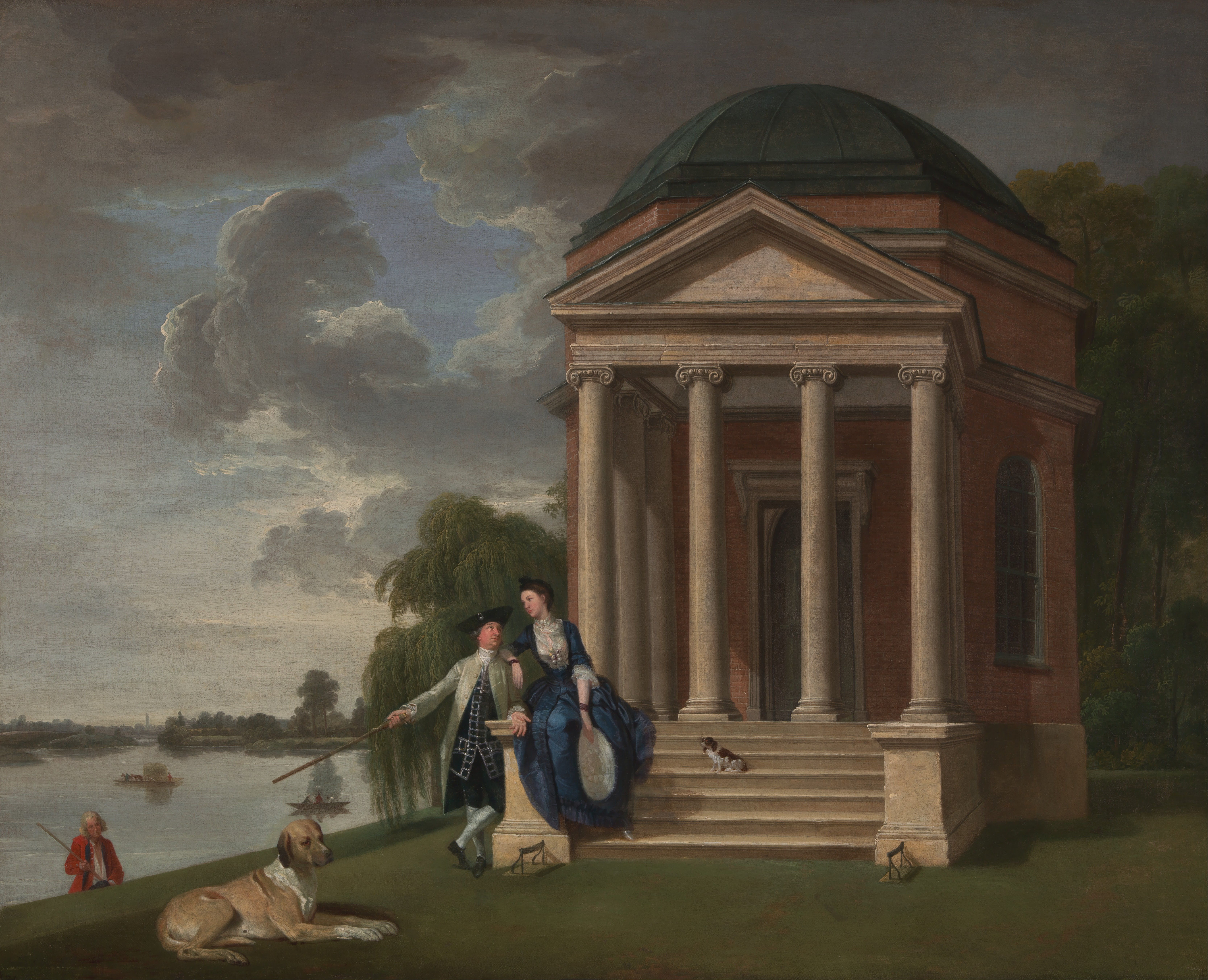
David Garrick és felesége, akit Temple-lel közösen készítettek Shakespeare-nek Hamptonban (1762 k.)
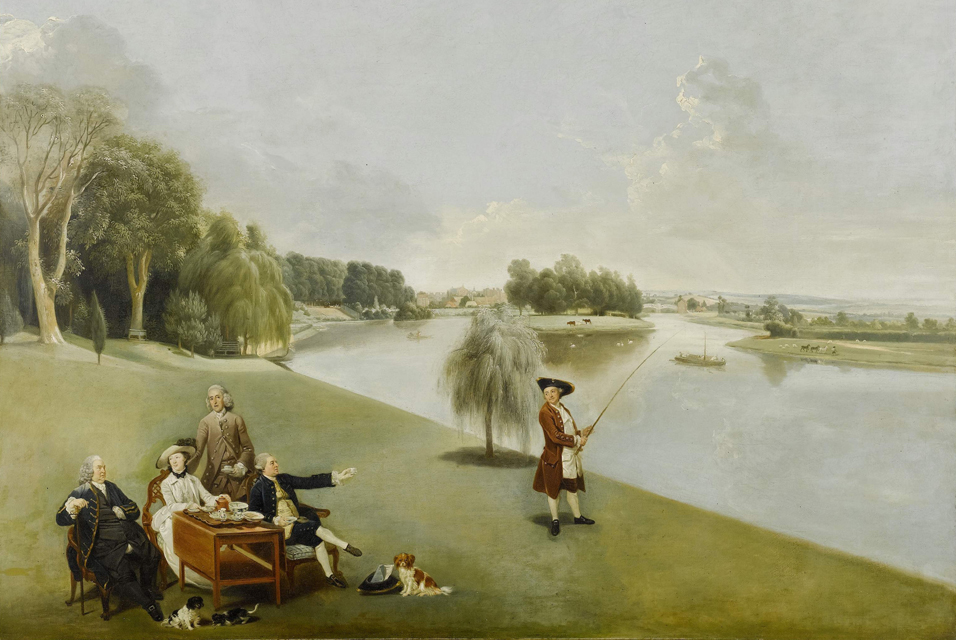
A Hampton House kertje, ahol és David Garrick és neje teáznak, 1763
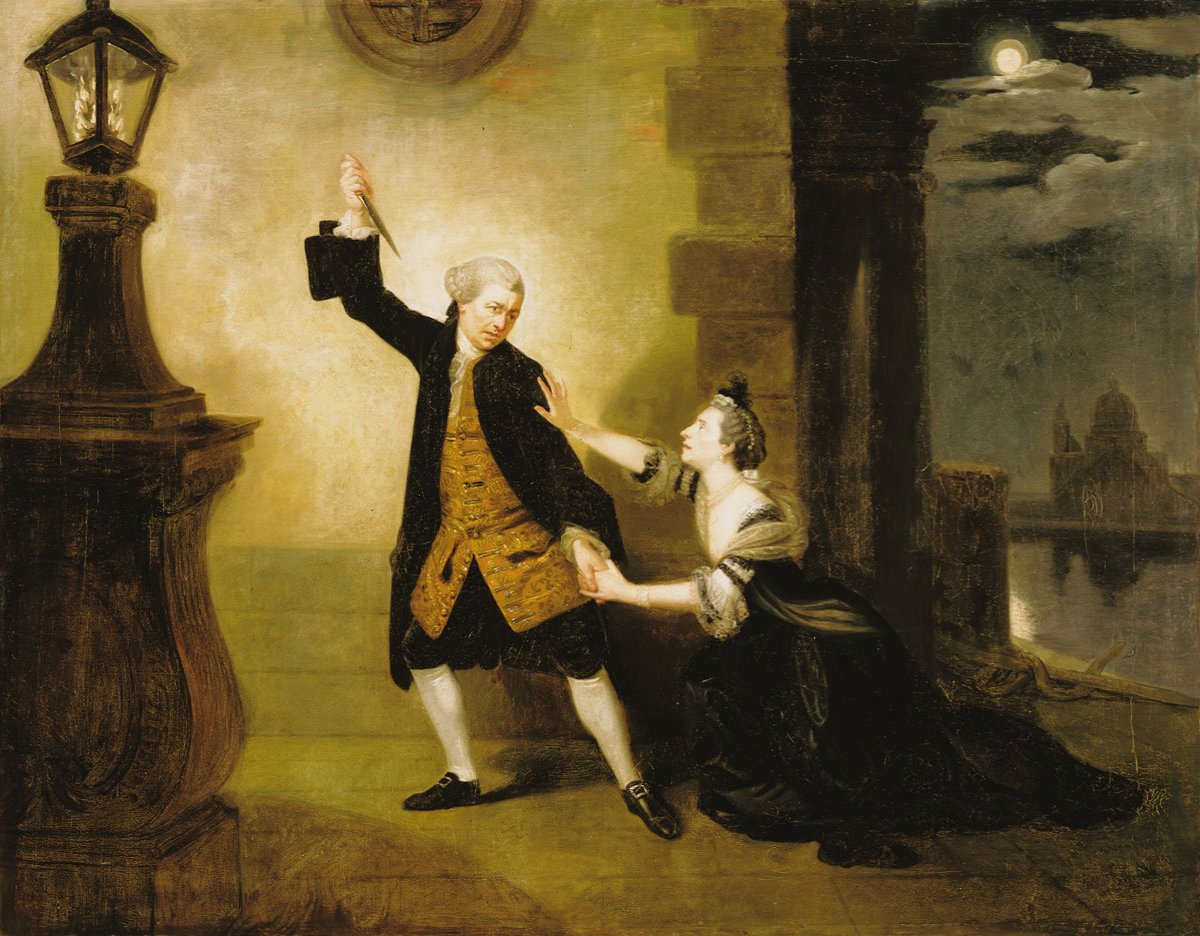
Velence védett (1763)
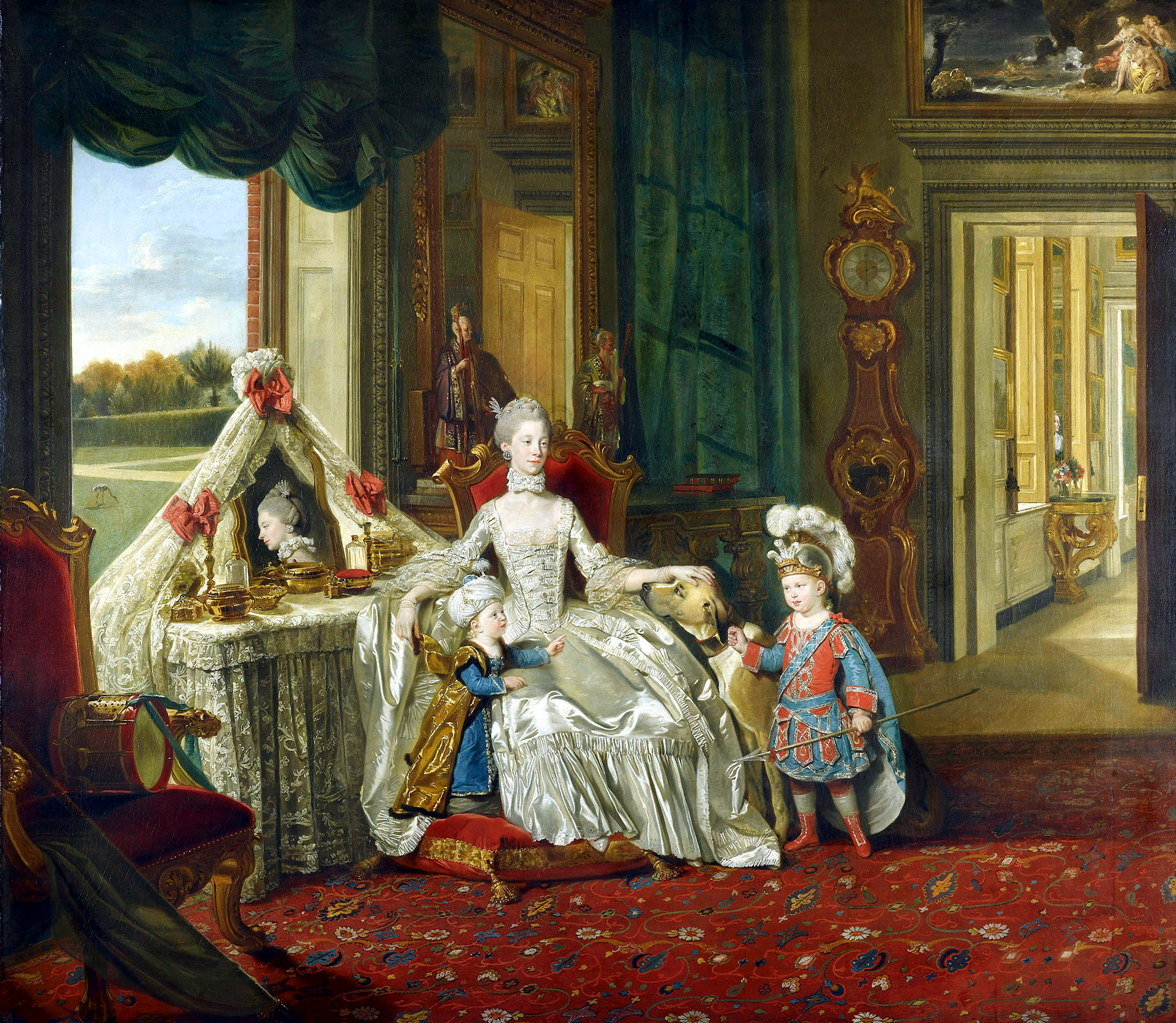
Sarolta királynő két idősebb fiával (1765)
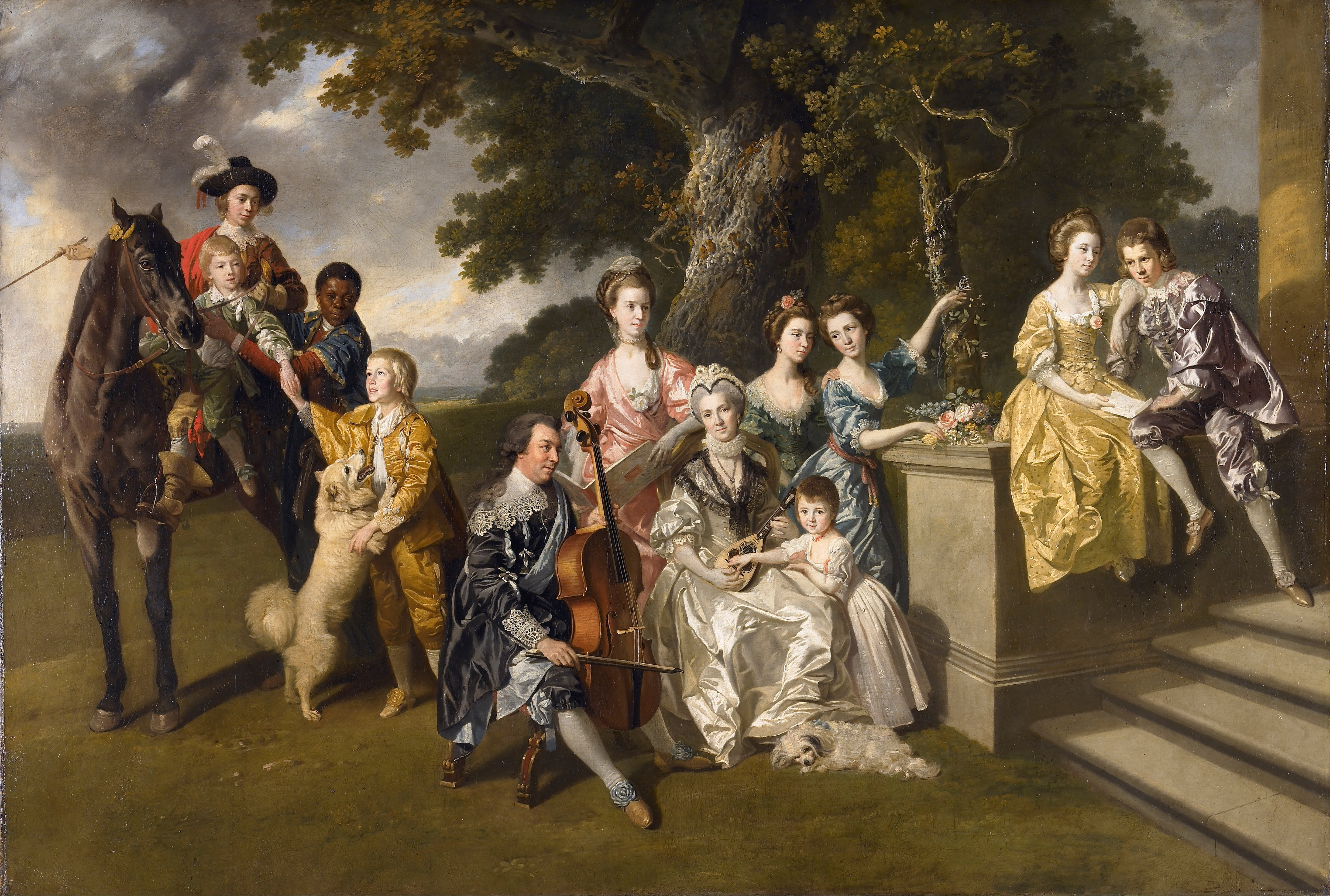
Sir William Young családja (1768 k.)
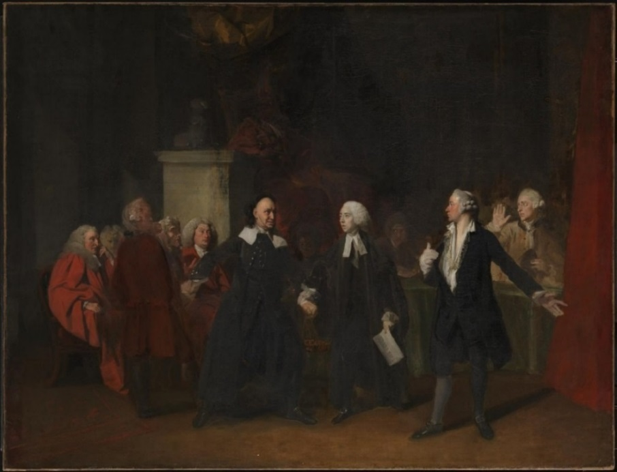
Charles Macklin Shylock szerepében (1768)
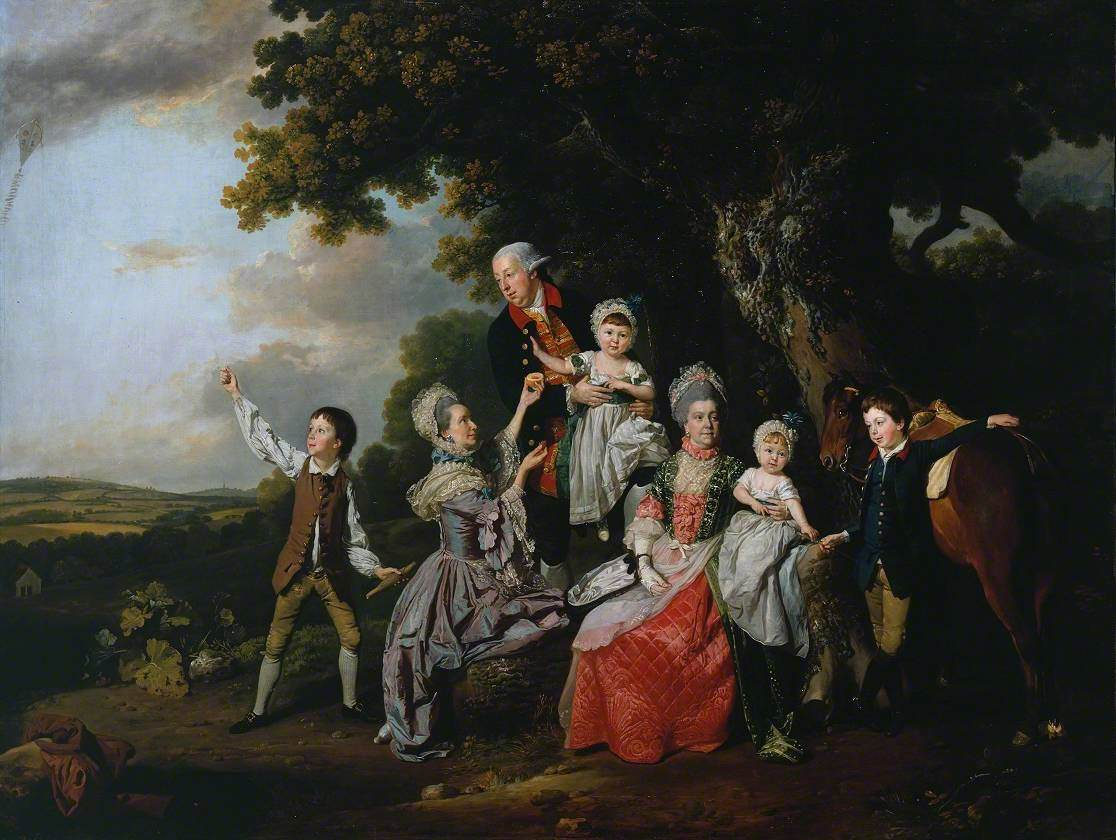
A Bradshaw család (1769)
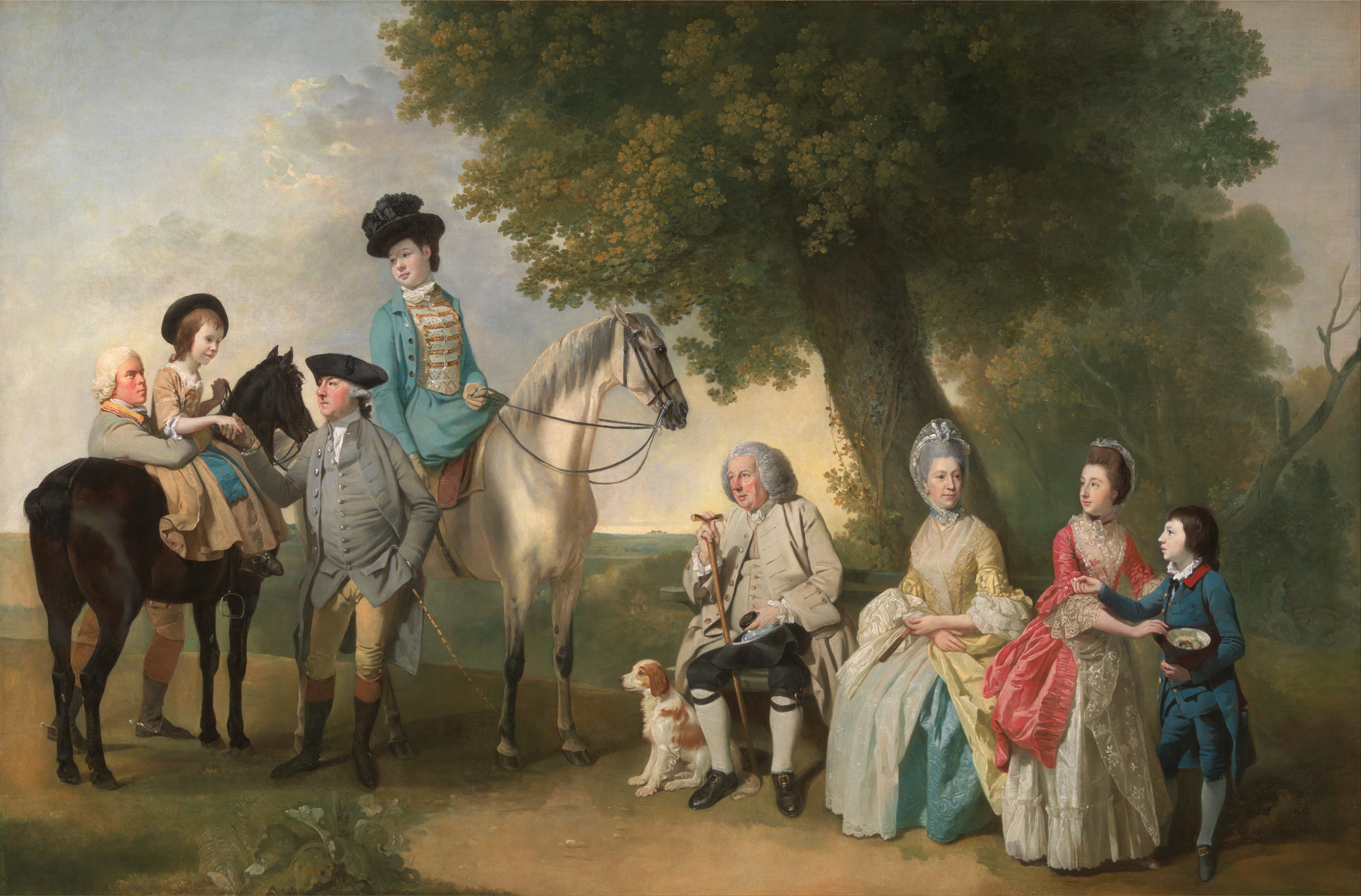
A Drummond család (1769)
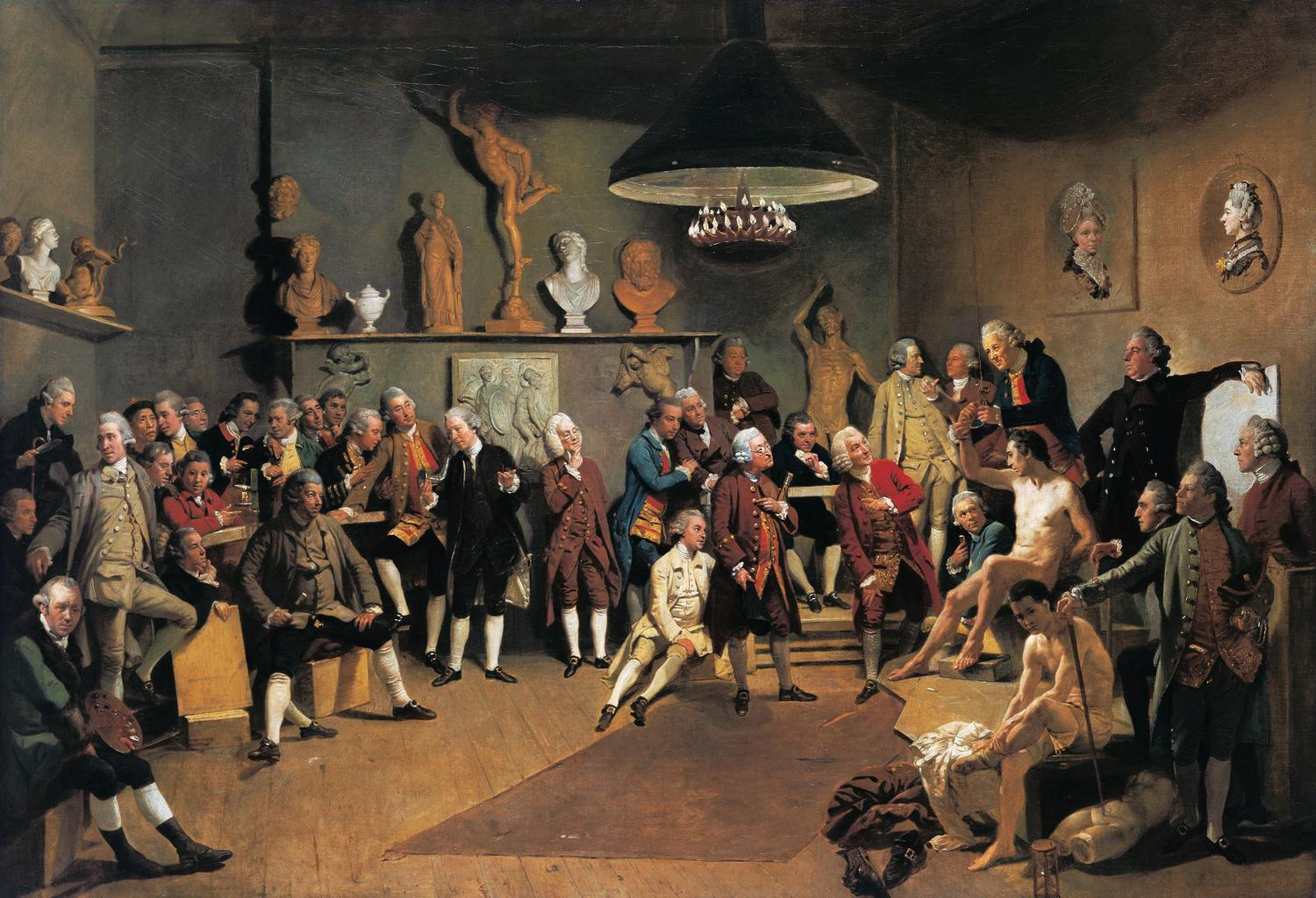
A Királyi Az akadémia akadémikusai (1771–72)
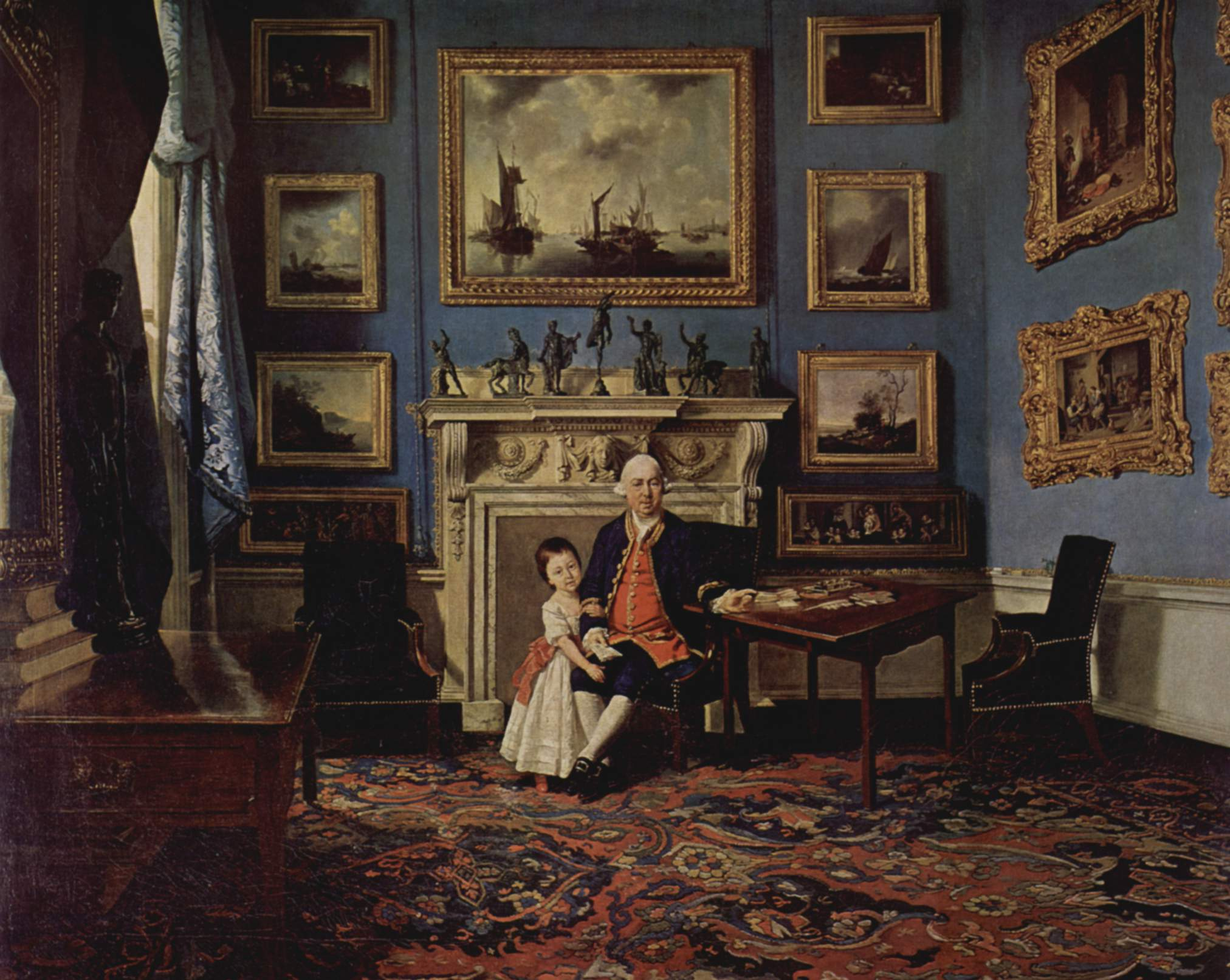
Sir Lawrence Dundas és unokája, Lawrence (1775 k.)
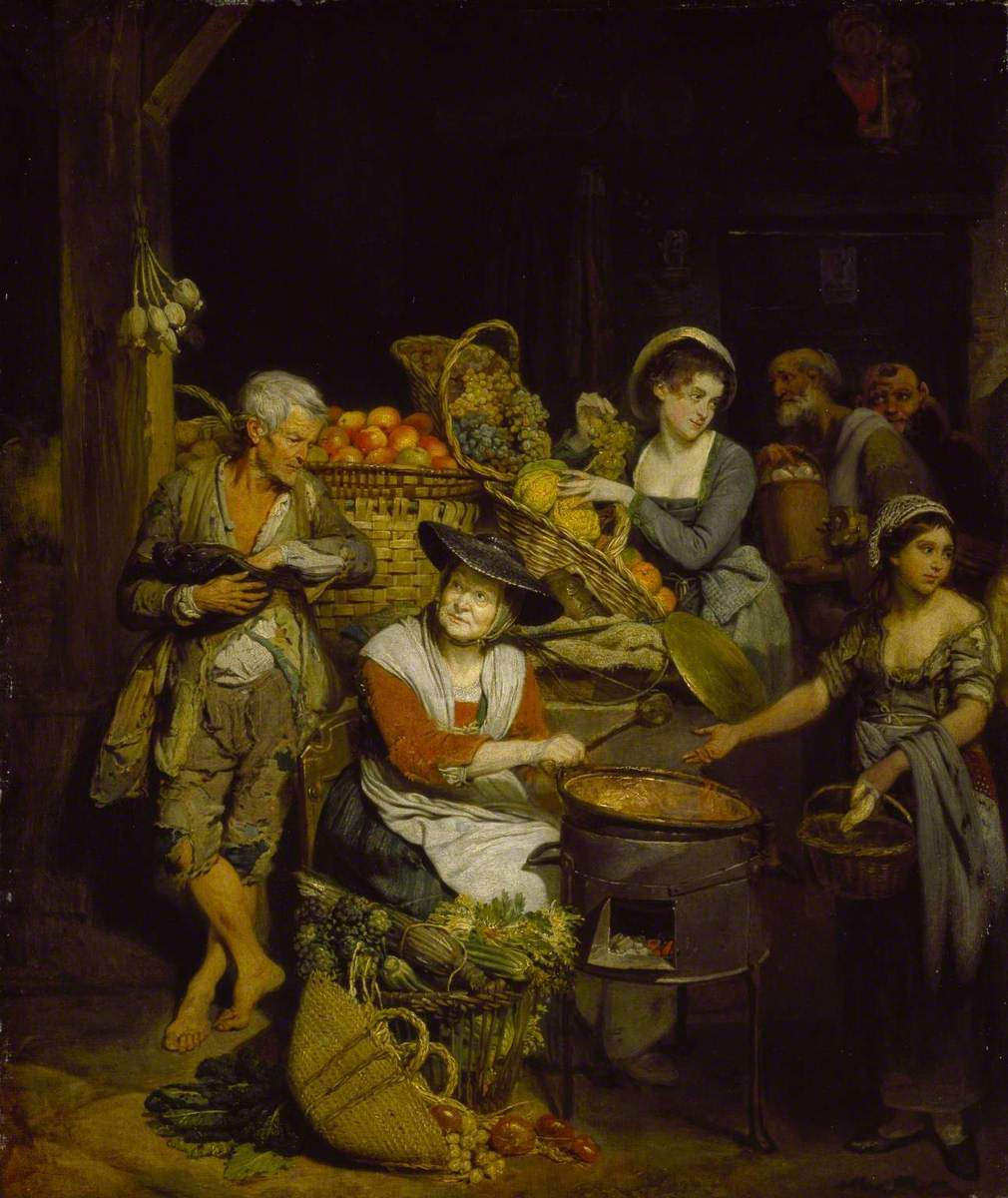
Egy firenzei gyümölcsstand (1777)
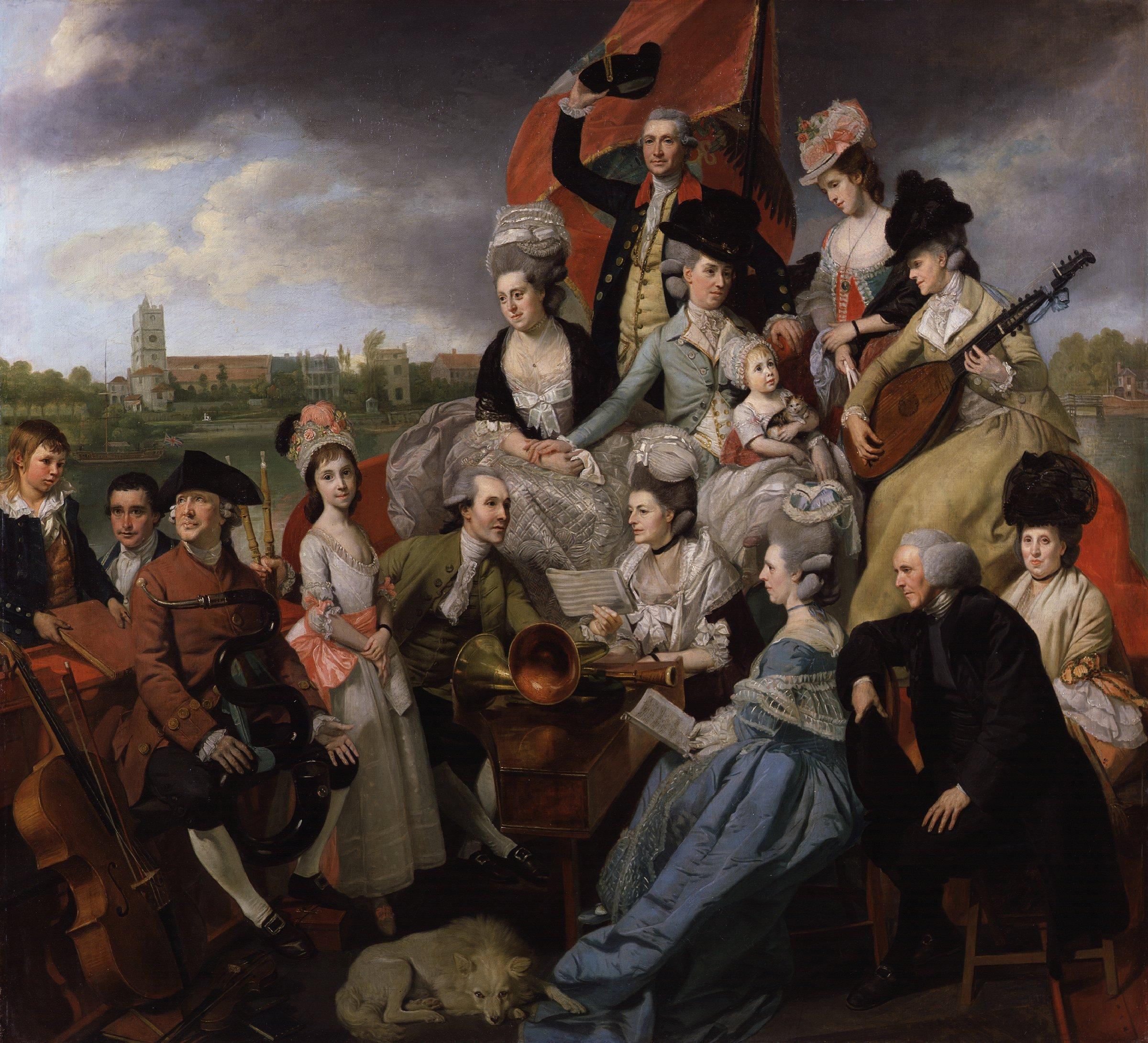
A Sharp család (1780 k.)
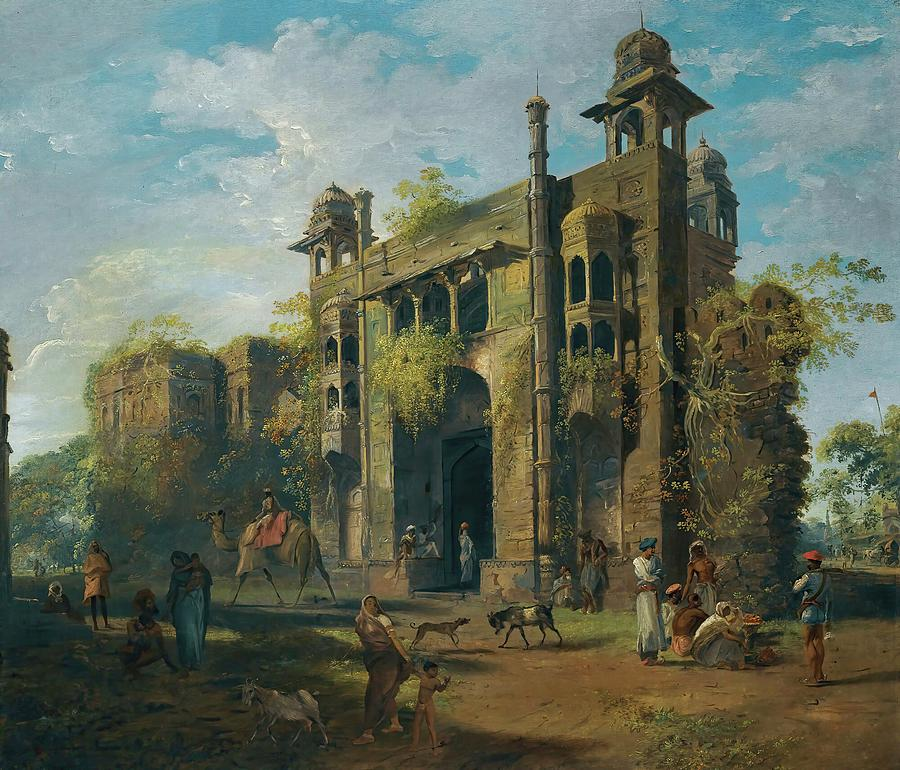
A Lálbág-erőd, Dakka (1787)
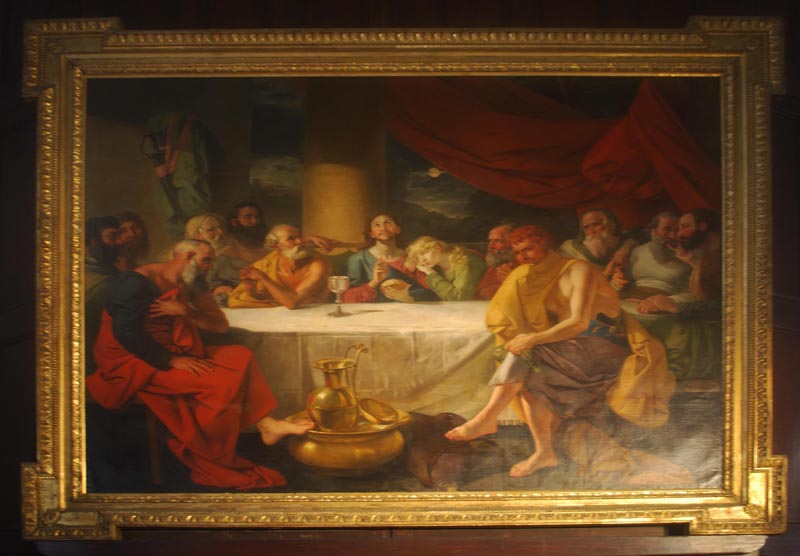
Az utolsó vacsora a kolkatai Szent János-templomban
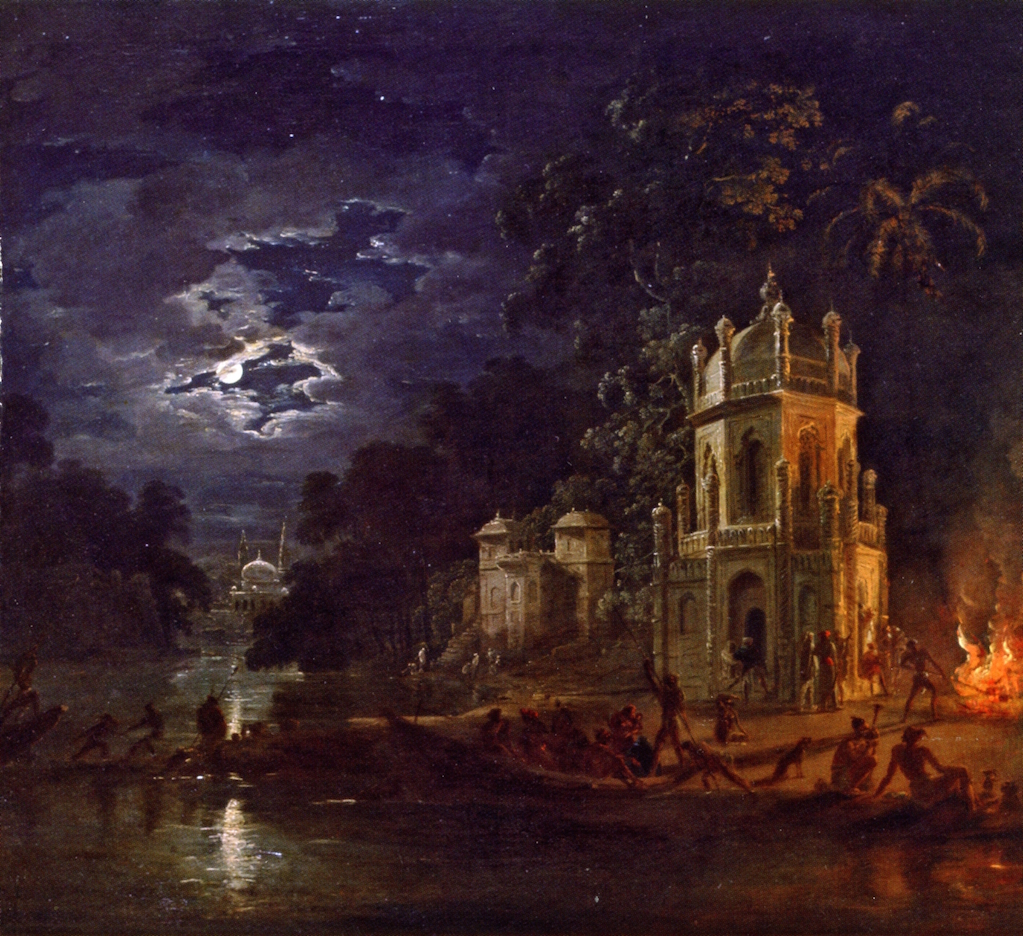
Nagaphon Ghat című festmény: A Columbo Sahib mauzóleum a dakkai keresztény temetőben, 1786

## Fordítás
- Ez a szócikk részben vagy egészben  a   Johan Zoffany című angol Wikipédia-szócikk fordításán alapul.  Az eredeti cikk szerkesztőit annak laptörténete sorolja fel. Ez a jelzés csupán a megfogalmazás eredetét és a szerzői jogokat jelzi, nem szolgál a cikkben szereplő információk forrásmegjelöléseként.